# Портленд (Орегон)

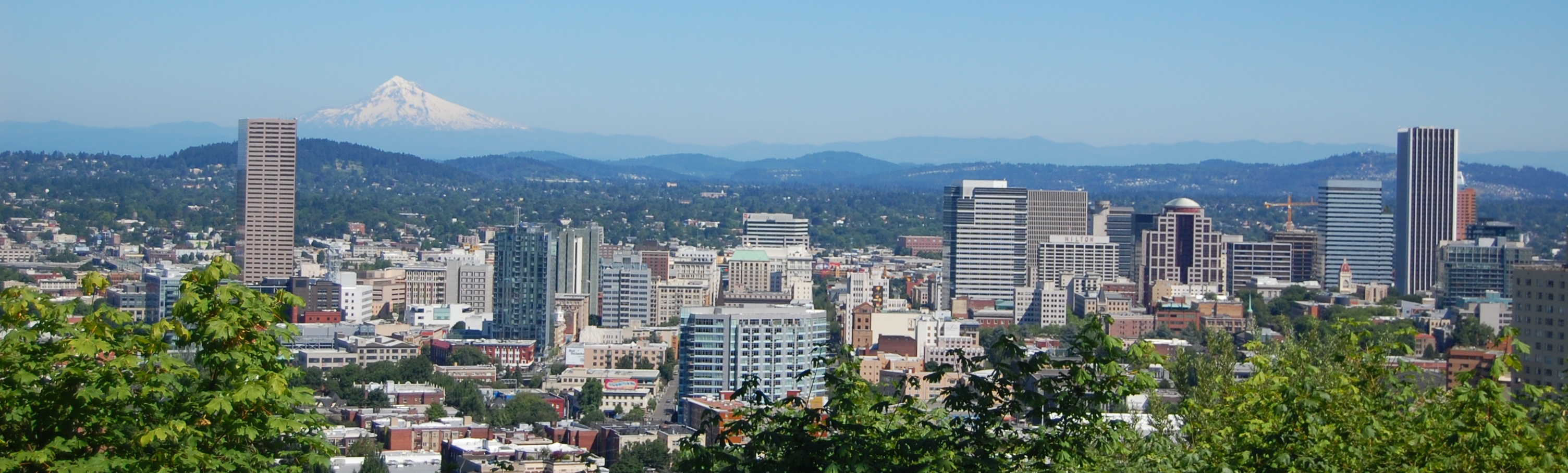
Вид на Портленд с запада, слева гора Маунт-Худ

По́ртленд (англ. Portland, [ˈpɔːrtlənd]) — город, расположенный на северо-западе Соединённых Штатов, у слияния рек Уилламетт и Колумбия в штате Орегон.
Портленд был зарегистрирован в 1851 году и является административным центром округа Малтнома. Город незначительно простирается и на территории других округов штата, в округе Вашингтон на западе и округе Клакамас на юге. Портленд управляется администрацией, возглавляемой мэром и четырьмя другими руководителями.
Портленд замечателен своим сильным планированием землепользования и инвестициями в так называемое лёгкое метро (Портлендский трамвай), поддерживаемыми Метро — своеобразной региональной управляющей структурой. Город известен значительным количеством небольших пивоварен и винокурен, а также сильным пристрастием жителей к кофе. Он является местом базирования баскетбольной команды НБА — Портленд Трэйл Блэйзерс.
Портленд считается одним из самых озеленённых городов Соединённых Штатов.

## История
Земля, на которой сегодня расположен округ Малтнома, на протяжении многих веков была населена двумя индейскими племенами верхних чинуков. Люди Малтнома жили на острове Сови и вокруг него, а Каскадные индейцы жили в ущелье реки Колумбия. Эти группы рыбачили и торговали вдоль реки, собирали ягоды, стрелолист, и другие клубневые овощи. Расположенные поблизости равнины Туалатин являлись отличным местом для охоты. Позже, первое поселение на месте современного Портленда было известно как «поляна», расположенное на берегах реки Уилламетт примерно на полпути между Орегон Сити и Форт Ванкувер. В 1843 году, Уильям Овертон (William Overton) увидел значительный коммерческий потенциал этой земли, однако он не имел средств для того, чтобы купить её. Он заключил сделку со своим партнёром, Аса Лавджоем (Asa Lovejoy) из Бостона, штат Массачусетс: за 25 центов он предложил долю участка площадью 640 акров (2,6 км²). Позже Овертон продал свою долю Фрэнсису Петтигроуву (Francis Pettygrove) из Портленда, штат Мэн. Каждый из новых владельцев хотел назвать новый город в честь своего родного города. В 1845 году спор был решен подброшенной монетой, из трёх попыток сторона Петтигроува выпала два раза. Эта историческая монета, известная теперь как Портлендский Пенни, выставлена в музее Орегонского Исторического Общества.
Во время официальной регистрации, состоявшейся 8 февраля 1851 года, город насчитывал более 800 жителей, имел паровую лесопилку, гостиницу из сруба, и собственную газету «Орегонский еженедельник». К 1879 году население города достигло 17 500 жителей. Растущий город присоединил к себе соседние города Албина и Ист Портленд в 1891 году, а в 1915 году аннексировал города Линнтон и Сент-Джонс.
Расположение Портленда, с доступом к Тихому океану по рекам Уилламетт и Колумбия, а также к плодородной долине Туалатин через «Большую Деревянную дорогу» (сегодня известна как U.S. Route 26), давало городу значительное преимущество, по сравнению с соседними портами, что обеспечило ему быстрое развитие. Он оставался главным портом региона Pacific Northwest большую часть XIX века, до 1890-х годов, когда глубоководная пристань Сиэтла была соединена железной дорогой с континентальной частью страны, тем самым предоставив более комфортное транспортное соединение, по сравнению с опасной навигацией по реке Колумбия.

### Другие названия города
Самым употребляемым альтернативным названием города является Город роз (The City of Roses), которое стало официальным вторым названием города в 2003 году. Среди других названий города чаще всего упоминают следующие: Город Мостов (City of Bridges), Город-просека (Stumptown), Bridgetown, Rip City, Little Beirut, Beervana или Город пива (Beertown), P-Town, Футбольный город США (Soccer City USA), Portlandia, и синекдоха PDX (Название Портлендского Международного Аэропорта).

## География

### Топография
Портленд расположен на севере, в наиболее населённом районе штата Орегон — Долине Уилламетт. Впрочем, учитывая культурную и политическую обособленность центральной части города от основной территории долины, местные жители не считают Портленд частью этого региона. Хотя город почти полностью находится на территории округа Малтнома (Multnomah County), некоторые небольшие районы города находятся на территории округа Клэкамас (Clackamas County) и округа Вашингтон (Washington County), где проживает, согласно подсчётам 2005 года, 785 и 1455 жителей соответственно. Река Уилламетт протекает на север через центральную часть города, разделяя Портленд на западную и восточную часть. Выше к северо-западу, на небольшом расстоянии от города, река впадает в реку Колумбия (которая отделяет штат Вашингтон от штата Орегон).
По информации Бюро переписи населения США, город занимает общую площадь в 377 км² из которых 348 км² находится на суше и 29 км² (7,6 %) — на воде.
Портленд находится на поверхности потухшей Плио-Плейстоценовой вулканической области, известной как лавовое поле Боринг (Boring Lava Field). Её центр находится в районе юго-восточного Портленда и насчитывает по меньшей мере 32 бездействующих вулкана, таких как гора Табор (Mount Tabor). Потенциально активный, но бездействующий вулкан Маунт-Худ, расположенный на востоке от Портленда легко просматривается из многих районов города в ясную погоду. Активный вулкан Сент-Хеленс на юге штата Вашингтон хорошо различим с возвышенных участков города, находится на достаточно близком расстоянии, чтобы накрыть Портленд вулканической пылью, как это произошло во время извержения 18 мая 1980 года. Ещё один вулкан — Адамс, расположенный в штате Вашингтон, также хорошо виден из некоторых районов Портленда.

### Климат
Город расположен в регионе с морским климатом, для которого характерны тёплое и сухое лето и дождливые, но умеренные (без сильных морозов) зимы. Этот климат идеален для выращивания роз, и уже более столетия Портленд известен как Город роз (англ. The City of Roses) со множеством цветников, наиболее заметный из которых Международный парк исследования роз (англ. International Rose Test Garden).
Лето в Портленде преимущественно тёплое и солнечное, иногда с осадками, самый тёплый месяц года — август, в котором наивысшая дневная температура составляет 27,3 °C, со значительно большим диапазоном перепада дневных и ночных температур, чем в зимнее время. В силу своего внутриконтинентального расположения, при отсутствии морских бризов, в городе можно наблюдать суховеи, особенно часто в июле и августе, при которых температура воздуха достигает 38 °C. Чаще в этот период температура достигает отметки в 32 °C, в среднем около 13 дней в году. Зима в городе носит умеренный характер, с высокой влажностью, средняя температура января составляет 4,4 °C. Более низкие температуры наблюдаются около 37 ночей в году, однако редко температура опускается ниже 0 °C. Заморозки носят очень кратковременный характер, а снегопад можно увидеть всего несколько раз в году, хотя город известен сильными снежными бурями, возникающими из-за холодных потоков воздуха из ущелья реки Колумбия. Высота осадков зимой варьируется в диапазоне от нуля до 154,7 см (зимой 1892—1893 годов). Весна приносит непредсказуемую погоду, наблюдаются как тёплые периоды, так и настоящие грозы, которые приходят из Каскадных гор. Средний уровень осадков для центральной части Портленда составляет 950 мм, которые выпадают в течение 155 дней в году. Самая низкая температура в городе была зафиксирована 2 февраля 1950 года и составила −19 °C. Самая высокая температура наблюдалась 27—28 июня 2021 года достигнув отметок в 44,4 и 46,7 °C. Прежний рекорд, зафиксированный 30 июля 1965 года, составлял 42 °C, такая же температура была отмечена 8 и 10 августа 1981 года. Температура 38 °C наблюдалась в каждом из месяцев с мая по сентябрь.
| Показатель                    | Янв.  | Фев.  | Март | Апр. | Май  | Июнь | Июль | Авг. | Сен. | Окт. | Нояб. | Дек.  | Год   |
| ----------------------------- | ----- | ----- | ---- | ---- | ---- | ---- | ---- | ---- | ---- | ---- | ----- | ----- | ----- |
| Абсолютный максимум, °C       | 18,9  | 21,7  | 26,7 | 32,2 | 37,8 | 46,7 | 41,7 | 41,7 | 40,6 | 33,3 | 22,8  | 18,3  | 46,7  |
| Средний суточный максимум, °C | 8,3   | 10,7  | 13,7 | 16,3 | 20,0 | 23,1 | 27,0 | 27,3 | 24,3 | 17,7 | 11,6  | 7,6   | 17,3  |
| Средняя температура, °C       | 5,2   | 6,6   | 9,0  | 11,3 | 14,6 | 17,6 | 20,7 | 20,8 | 18,1 | 12,7 | 8,1   | 4,7   | 12,5  |
| Средний суточный минимум, °C  | 2,1   | 2,4   | 4,2  | 6,2  | 9,2  | 12,0 | 14,3 | 14,4 | 11,7 | 7,8  | 4,7   | 1,8   | 7,6   |
| Абсолютный минимум, °C        | −18,9 | −19,4 | −7,2 | −1,7 | −1,7 | 3,9  | 6,1  | 6,7  | 1,1  | −3,3 | −10,6 | −14,4 | −19,4 |
| Норма осадков, мм             | 124   | 93    | 94   | 69   | 63   | 43   | 17   | 17   | 37   | 76   | 143   | 139   | 915   |
| Источник: Погода и климат     |       |       |      |      |      |      |      |      |      |      |       |       |       |

## Городской ландшафт

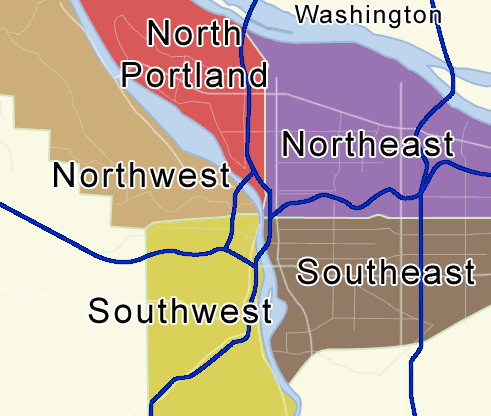
«Пять квадратов» Портленда

Портленд расположен на реке Уилламетт недалеко от места её слияния с рекой Колумбия. Более населённая западная часть практически упирается в горы Уэст Хиллс (West Hills), известные также как горы Туалатин (Tualatin Mountains), часть города находится за этими горами и доходит до границы с округом Вашингтон. Более равнинная восточная часть простирается на 180 кварталов и достигает пригородов города Грешам. Сельская часть округа Малтнома лежит ещё дальше на восток. В 1891 году города Портленд, Албина и восточный Портленд были объединены, что привело к необходимости переименования улиц с одинаковым названием. «Большая перенумерация» состоялась 2 сентября 1931 года, в результате которой номера домов увеличились с 20 до 100 на каждый квартал. Портленд был разделён на 5 частей: Юго-запад, Юго-восток, Северо-запад, Север и Северо-восток. Улица Бернсайд (Burnside St.) разделяет северные и южные районы, в то время как разделение восточной и западной части проходит по реке Уилламетт. Река поворачивает на запад через 5 кварталов от улицы Бернсайд, и далее вместо неё разделительную функцию выполняет Уильямс Авеню. Северная часть расположена между Уильямс Авеню на востоке и рекой Уилламетт на западе.
В западной части, районы РиверПлэйс, Джонс Лэндинг и Сауз Уотерфронт расположены в «шестом квадрате», где порядок адресации идёт по возрастающей с запада на восток, в сторону реки. Этот «шестой квадрат» примерно ограничен Наито Парквэй и Бульваром Барбур на западе, улицей Монтгомери на севере и улицей Невада на юге. Восточно-Западная адресация в этом районе начинается с цифры ноль (вместо знака минус). Это значит, что ул. Калифорния ЮЗ, 0246 это не тот же самый адрес, что и ул. Калифорния ЮЗ, 246. Многие картографические программы не могут обработать этот формат как разные адреса.

### Парки и сады

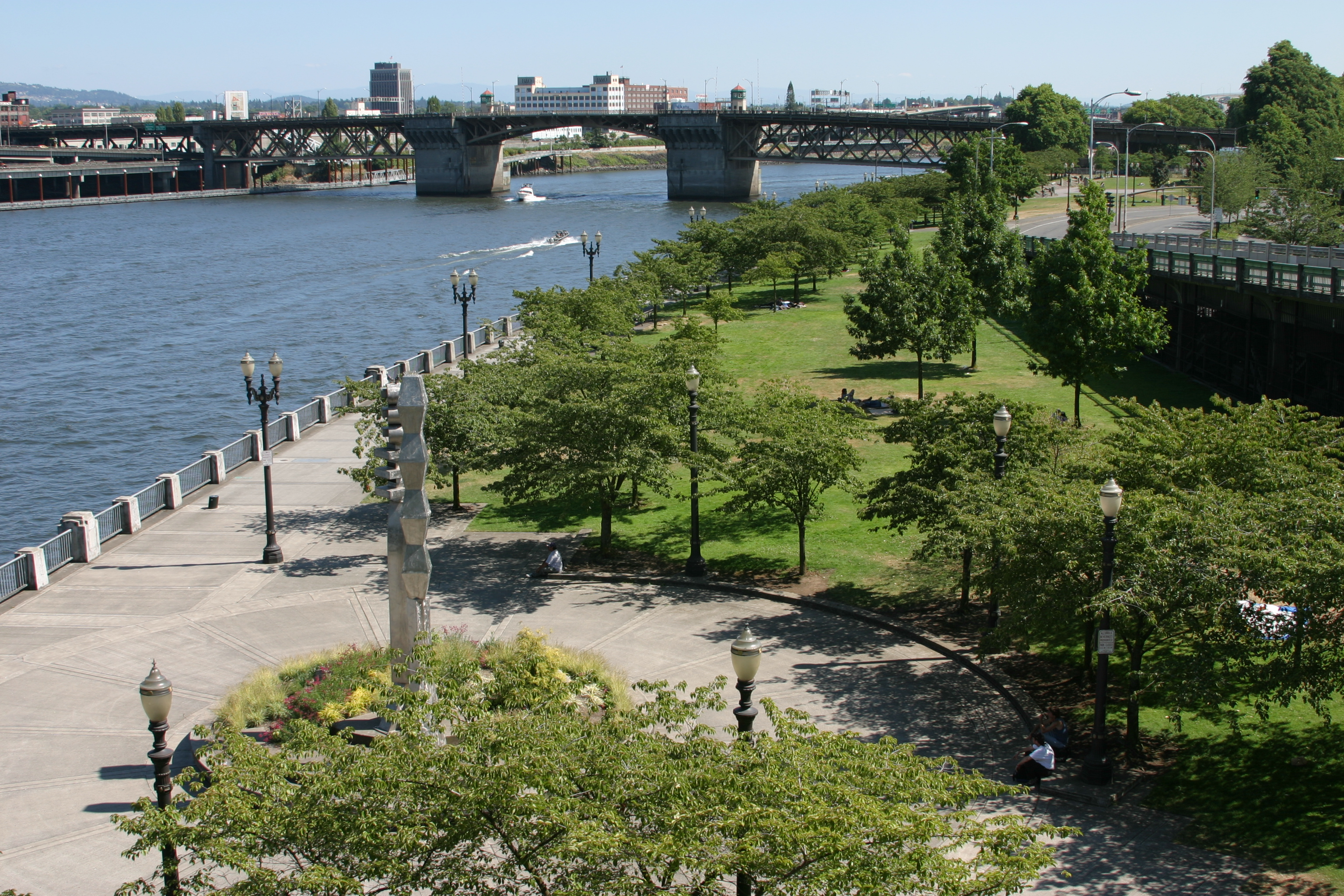
Вид с севера на Парк Том МакКолл Уотерфронт (Tom McCall Waterfront Park)

Планирование парков и зелёных насаждений началось в городе в 1903 году с «Отчёта о парковой зоне Портленда», составленного Джоном Чарльзом Олмстедом. В 1995 году избиратели городской части Портленда проголосовали за принятие мер по сбережению естественных природных зон обитания для рыбы, дикой природы и человека. 10 лет спустя, более 33 км² экологически ценных земель были выкуплены, чтобы навсегда защитить их от застройки.
Портленд — один из трёх городов континентальной части США, на территории которых расположены потухшие вулканы (кроме него это явление встречается в городах Джексон (Миссисипи) и Бенд (Орегон). Парк горы Табор известен своими живописными видами и историческими природными объектами.
В Портленде находится «самый маленький парк в мире» — Милл Эндс Парк.

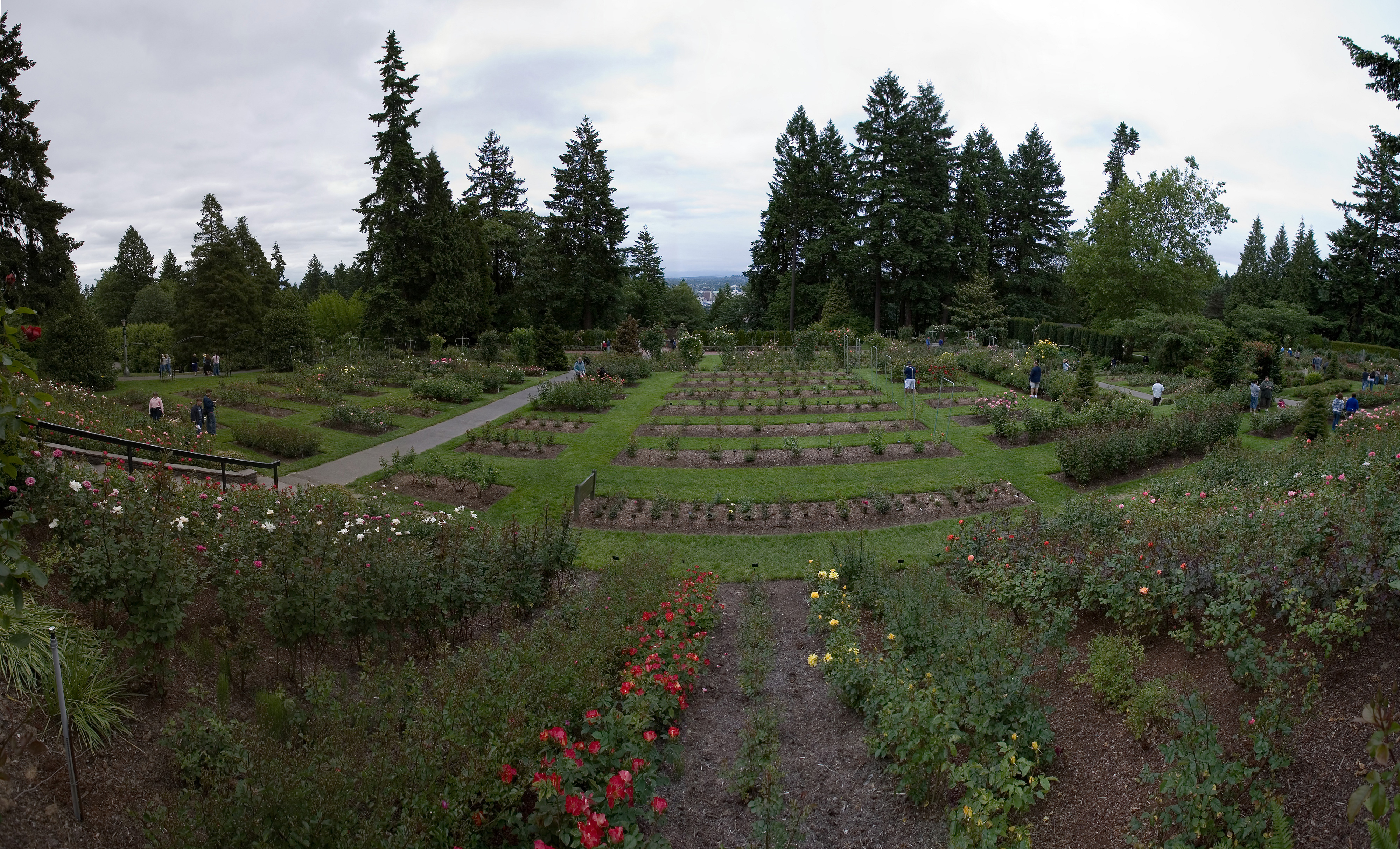
Панорама — Международный Сад Тестирования Роз

## Культура и современность
Портленд часто получает награды «Самый зелёный город Америки» и «один из самых зеленых городов». Американский ежемесячный научно-популярный журнал Popular Science сохранил за Портлендом присуждённый титул самого зелёного города Америки, а в рейтинге журнала Grist он занимает второе место в списке самых зелёных городов мира. Город является родиной ежегодного зрелищного парада «Бутоны и шипы роз», который был основан в 1975 году и продолжил традицию известного гей-парада Императорского независимого двора Роз Орегона (Imperial Sovereign Rose Court of Oregon).

### Развлечения и исполнительское искусство
Как и большинство крупных городов, Портленд имеет целый ряд учреждений классического исполнительского искусства, среди которых: Орегонский театр балета, Орегонский симфонический оркестр, Портлендская опера и Портлендская филармония молодых талантов. Здесь также есть несколько театральных сцен подобных Нью-Йоркским Офф-Бродвей или Офф-Офф-Бродвей театрам, такие как Portland Center Stage, Artists Repertory Theatre, Miracle Theatre, Stark Raving Theatre и Tears of Joy Theatre. Портленд организовывает единственный в мире фестиваль фильмов по произведениям Г. Ф. Лавкрафта (HP Lovecraft Film Festival), который проходит в Hollywood Theatre. В юго-восточном пригороде города Ричфилд расположен один из последних секс-кинотеатров города Орегонский театр.
Город является родиной таких известных музыкальных групп, как The Kingsmen и Paul Revere & the Raiders, которые ассоциируются с известной песней «Луи Луи» (1963). Также широко известны и другие музыкальные исполнители: The Dandy Warhols, Everclear, Pink Martini, Sleater-Kinney, The Shins, Blitzen Trapper, The Decemberists и Эллиот Смит. Ныне снесённый городской ночной клуб Satyricon широко известен как место, где встретились покойный лидер группы Nirvana Курт Кобейн и лидер группы Hole Кортни Лав; Лав выросла и провела большую часть своей жизни в Портленде. В последнее время появился целый ряд коллективов, работающих в стиле Инди, которые получили известность на национальном уровне.
Из широко известных мультипликаторов, выходцами из Портленда являются Мэтт Грейнинг с его знаменитыми Симпсонами и Уилл Винтон с его «Празднованием Рождества» (Will Vinton’s A Claymation Christmas Celebration). Дэн Стэффан (Dan Steffan) — мультипликатор-иллюстратор Heavy Metal и других журналов, жил в Портленде.
Кинорежиссёр Гас Ван Сент (Умница Уилл Хантинг (1997) и Харви Милк (2008)) — также уроженец Портленда. Известными актёрами Портленда являются Сэм Эллиот и Салли Струтерс.
Среди последних фильмов, произведённых и отснятых в Портленде, можно выделить Крайние меры, Тело как улика, Сила мысли. Что мы об этом знаем?, Загнанный, Сумерки, Параноид парк, Венди и Люси, Праздник любви, Не оставляющий следа, Коралина в Стране Кошмаров. Особенной чертой индустрии развлечений Портленда является большое количество кинотеатров, где продают пиво и показывают фильмы в повторном прокате или заново восстановленные ленты. Классическим примером «пью-и-смотрю» кинотеатра является The Bagdad Theater and Pub.
Такие известные сериалы, как Портландия, Воздействие, Под подозрением, Гримм, Человек ниоткуда и Жизнь непредсказуема снимались в Портленде.

### Писатели
Авторами из Портленда являются писательница, работавшая в жанре научной фантастики Урсула Ле Гуин, известная своим циклом произведений о Земноморье, «Хайнским циклом» и «Орсинианскими историями» (действие её романа-дистопии «Резец небесный» разворачивается в Портленде ближайшего будущего); трансгрессивный романист художественной прозы Чак Паланик, широко известный удостоенным многих наград романом «Бойцовский клуб», популярный писатель-христианин Дон Миллер (Don Miller); признанный автор и журналист, отмеченный наградой Вашингтонского института книги, Майкл Дж. Тоттен (Michael J. Totten) и Беверли Клири, автор известной серии детских книг, рассказывающих о Генри Хаггинсе и его собаке Рибси, Беатрис «Безус» Квимби и Рамоне Квимби. Улица Кликитат (Klickitat Street), где живут герои книг Клири, существует на самом деле на северо-востоке Портленда. Скульптуры героев этих детских книг установлены возле Грант Парка.
В Портленде находится ряд независимых, маленьких издательств комиксов, таких как Dark Horse Comics и Oni Press, а также проживают художники и создатели комиксов, например Брайан Майкл Бендис и Фарел Далримпл (Farel Dalrymple).

### Туризм

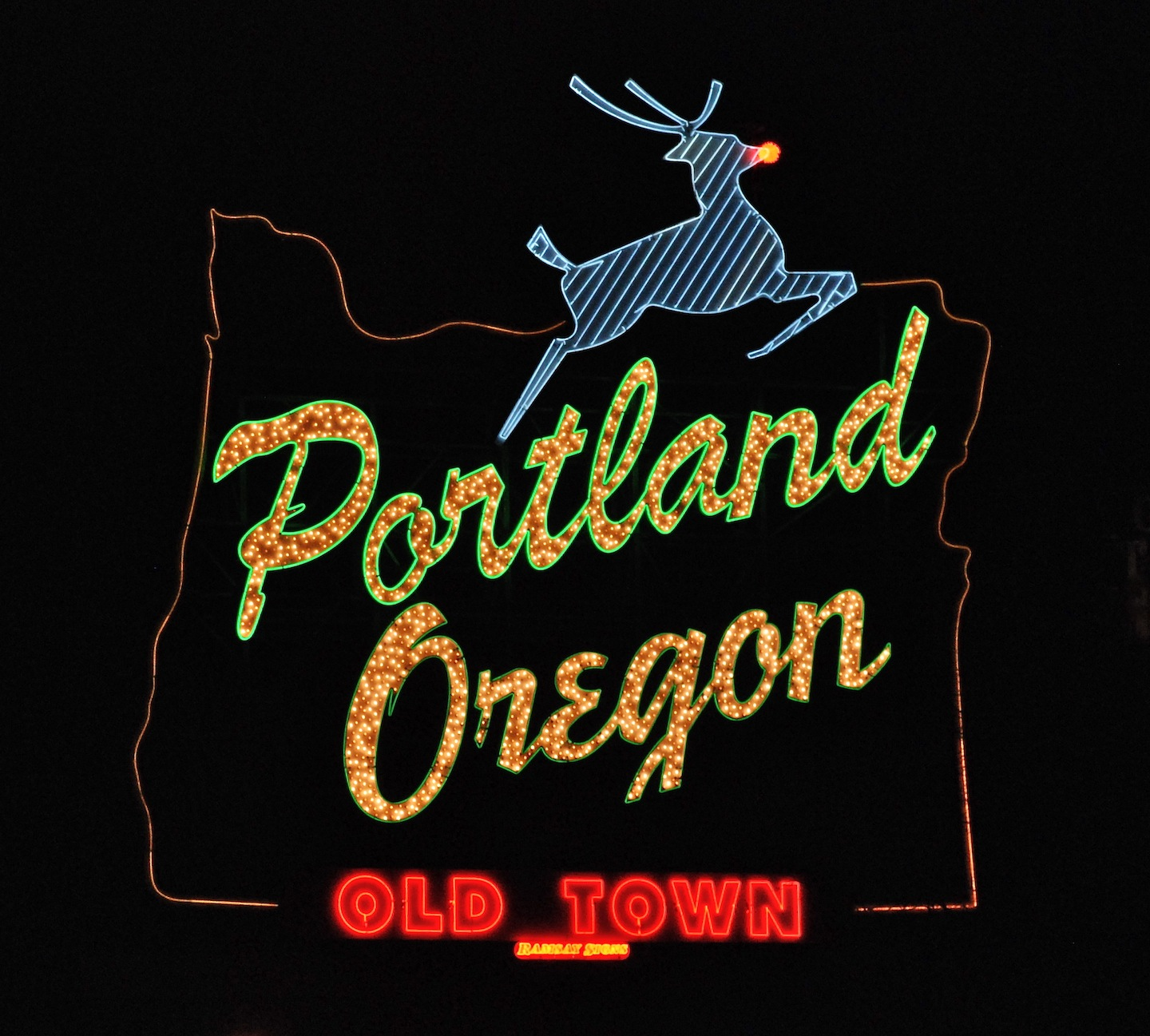
Символ белого оленя — популярная визитная карточка города

Портленд является домом для целого ряда разноплановых художников и творческих организаций, в 2006 году город получил 10 место в рейтинге самых интересных центров искусств по версии журнала American Style.
Портлендский музей искусств (Portland Art Museum) владеет самой большой городской художественной коллекцией произведений искусств, и каждый год представляет разнообразные передвижные выставки. Галереи искусств изобилуют в центре города, районе Pearl District, а также в Alberta Arts District и во многих других кварталах города.
Орегонский Музей Науки и Промышленности (OMSI) находится на восточном берегу реки Уилламетт, напротив центральных кварталов Портленда, и содержит разнообразное количество практических экспонатов из области естественных наук, биологии, геологии, технологии, астрономии, а также модели для раннего развития детей. В OMSI есть кинотеатр OMNIMAX, а также экспонируется подводная лодка USS Blueback, которая была задействована в съёмках фильма Охота за «Красным октябрём».
Портленд является также родным домом для Портлендского классического китайского сада (Portland Classical Chinese Garden), настоящей имитации в стиле огороженного Сучжоу-сада.
Портлендия, статуя установленная на западной стороне Портленд Билдинг, — вторая по величине чеканная скульптура в США (после статуи Свободы).
Общественные художественные объекты находятся под управлением Регионального Совета по Культуре и Искусству.
Город книги Пауэлла (Powell’s City of Books), чьё центральное многоэтажное здание на перекрёстке улицы Бернсайд и 10-й улицы занимает целый квартал, претендует на звание самого большого независимого книжного магазина в Соединённых Штатах и крупнейшего книжного магазина западнее реки Миссисипи. А специализированный компьютерный и научный отдел этого магазина недавно переехал на новое место, расположенное напротив главного здания.
Портлендский фестиваль Роз (The Portland Rose Festival) проходит ежегодно в июне и состоит из двух парадов, состязания на Драгонботах, карнавального шествия в парке Tom McCall Waterfront и десятков других мероприятий.
Вашингтон-парк, что лежит на Западных Холмах, является популярной зоной отдыха и развлечений, которая состоит из Орегонского зоопарка, Портлендского японского сада, Всемирного лесного центра и дендрария Хойта.

### Посещение магазинов

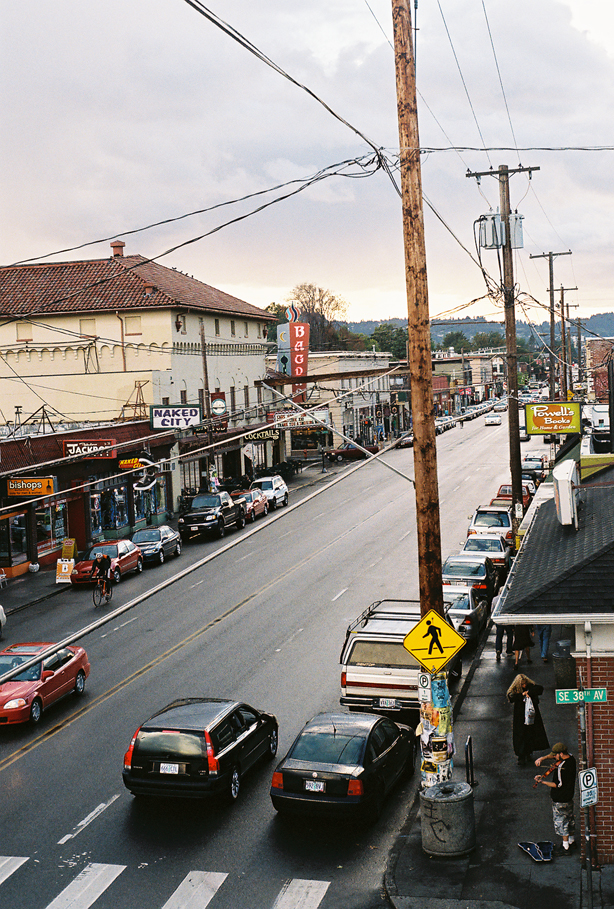
Район Хоуторн (Hawthorne District)

В Портленде существует множество возможностей для покупок. Самые известные торговые зоны — это Даунтаун Портленд (Downtown Portland), Ноб Хилл (Nob Hill) (пересечение северо-восточных 21-й и 23-й Авеню), Жемчужный округ (Pearl District) и Ллойд Дистрикт (Lloyd District). Большая часть крупных магазинов находится в центре, включая Nordstrom, Macy’s и H&M. Самыми крупными торговыми объектами в черте города являются: Бриджпорт Вилледж (Bridgeport Village), Вашингтон Сквер (Washington Square), Клакамс Таун Сентер (Clackamas Town Center), Ллойд Сентер (Lloyd Center), Ванкувер Мол (Vancouver Mall) и Пайониир Плейс (Pioneer Place). Ещё одним местом для покупок является Портлендский субботний рынок (Portland Saturday Market), подобие городского базара (где продаётся много видов самых разных товаров, начиная с ремесленных продуктов и заканчивая изделиями из Тибета), отображая разнообразие культур Портленда. Субботний рынок работает в выходные дни с марта до Рождества.

### Пивоварни
Портленд известен своими микропивоварнями. Общественное телевидение штата Орегон документально подтвердило вклад Портленда в микропивоваренной революции Соединённых Штатов в репортаже, названном Beervana. Многие объясняют интерес портлендцев к пиву сделанным в 1888 году местным пивоваром Генри Вайнхардом (Henry Weinhard) предложением закачивать пиво из его пивоварни в новый фонтан Skidmore. Современное изобилие пивоварен Портленда ведёт отсчёт от 1980 года, когда был принят закон штата, разрешающий потребление пива в пивоваренных заведениях. Инновации в данной области поддерживались изобилием местных ингредиентов, среди которых двухрядный ячмень, десятки разновидностей хмеля и чистая вода из бассейна Bull Run Watershed.
В Портленде находятся более 40 пивоварен — это больше, чем в любом другом городе в мире. Эти предприятия внесли свой вклад в присвоенном городу каналом CNBC звании «лучшего города в США для счастливого досуга». Только Братья Макменамин (McMenamin brothers) владеют более чем тридцатью пивными пабами, спиртоводочными и винокуренными заводами, разбросанными по всему городу, некоторые из которых расположены в отреставрированных кинотеатрах, а другие — в исторических зданиях, ранее планировавшихся к сносу. Другими выдающимися пивоварами Портленда являются компании Уидмер Бразерс (Widmer Brothers), Бриджпорт и Hair of the Dog, а также множество мелких профессиональных пивоваров. В 1999 году автор Michael «Beerhunter» Jackson назвал Портленд кандидатом на звание пивной столицы мира, потому что город хвалится своими пивоварнями больше, чем город Кёльн в Германии. Ассоциация посетителей Портленда Орегона популяризируют «Beervana» и «Brewtopia» в качестве второго названия города. В середине января 2006 года мэр города Том Поттер дал официальное второе название городу — Beertown (Город пива).

### Кухня

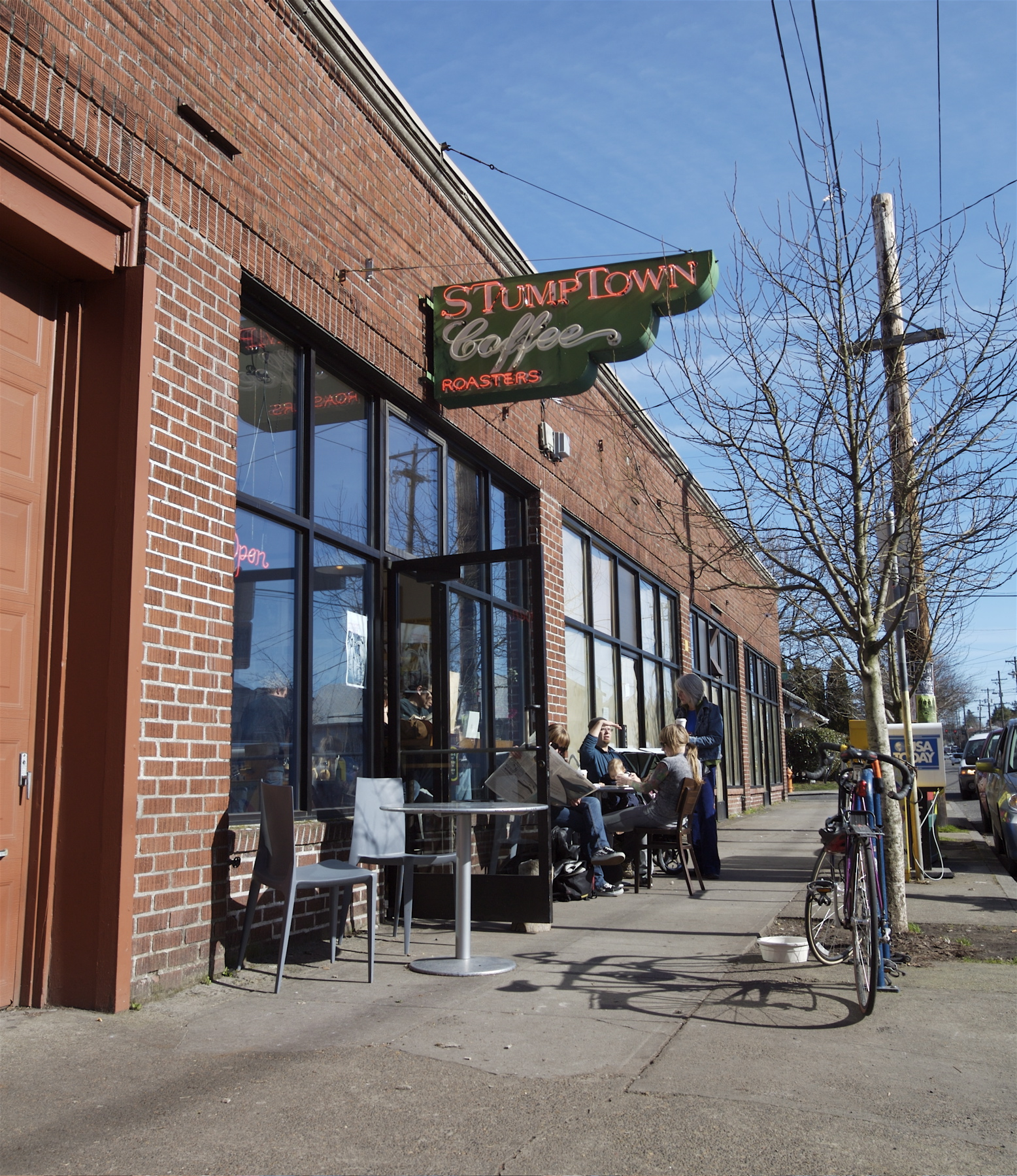
Первоначальное местонахождение Stumptown Coffee на 45-й и Division

В Портленде стремительно развивается ресторанный бизнес, город был отмечен в числе трёх номинантов Food Network Awards и был удостоен звания «Самое вкусное достижение года: растущий город с быстро-развивающейся пищевой индустрией» в 2007 году. В том же году, The New York Times также отметила Портленд за его развивающийся ресторанный мир. Издание Travel + Leisure поставило Портленд на 9-е место среди всех национальных городов в 2007 году. Этот город также известен, как наиболее благоприятное место для вегетарианцев в Америке.
В публикациях U.S. News и CNN Портленд был назван лучшим городом мира в области уличного питания. Число торговых точек, предлагающих еду на улице достигло 500 штук в 2010 году. Эти объекты, разбросанные по всему городу, вносят свой вклад в его вид, часто появляясь в телевизионных программах и уже стали популярными местами для многих жителей и гостей Портленда.
Портленд называют столицей мелких пивоварен. Город также известен как центр кофейной культуры. Портленд является родиной Стаптаун Кофе Ростер, а также десятков других микро-роустеров и кафе.

### Спорт

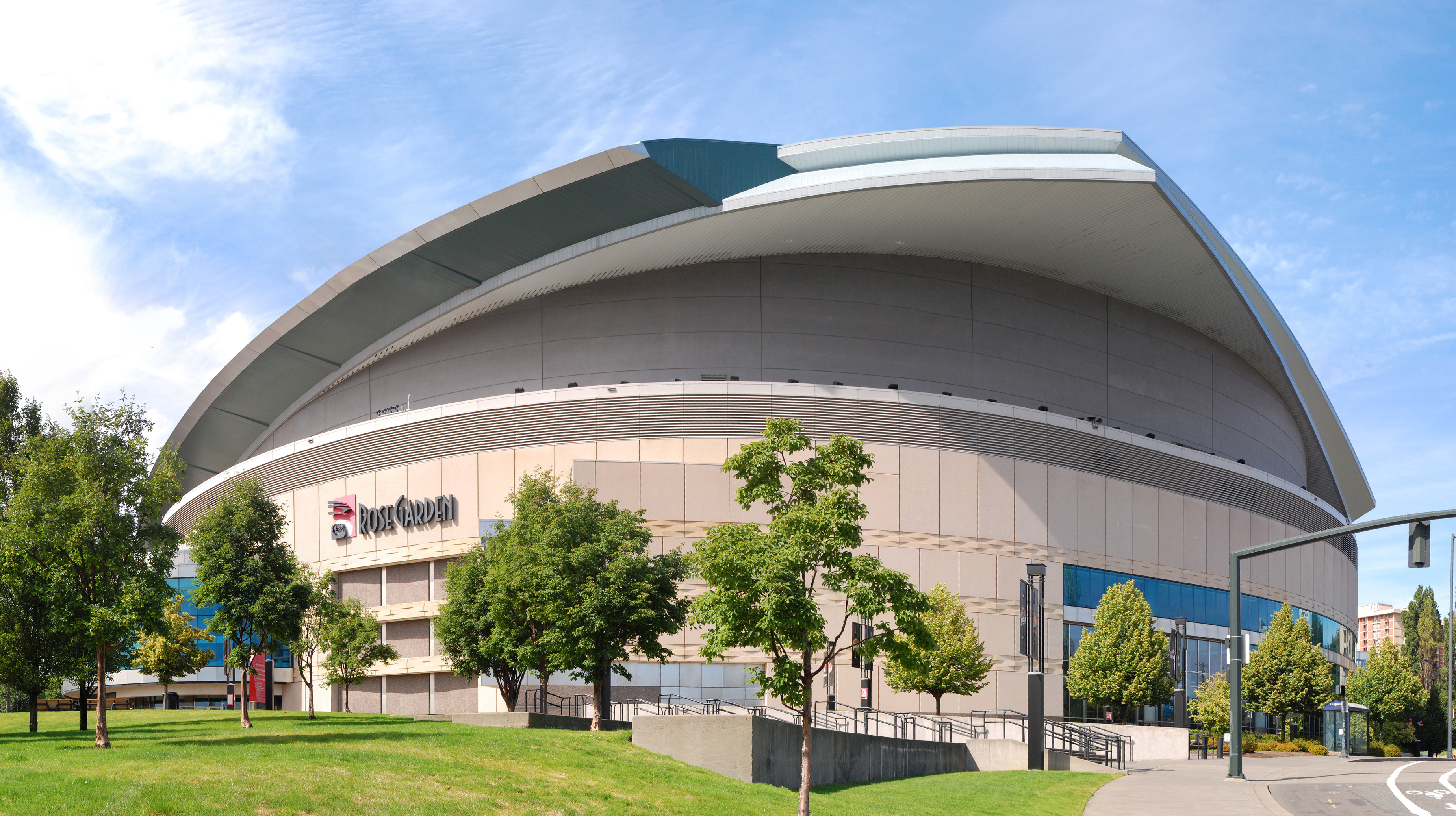
«Мода-центр» — домашняя арена «Портленд Трэйл Блэйзерс»

Главными спортивными командами, представляющим Портленд являются футбольная команда, выступающая в MLS — «Портленд Тимберс» и баскетбольная «Портленд Трэйл Блэйзерс» из Национальной баскетбольной ассоциации. В городе существуют также и другие менее известные команды.
Бег является очень популярным видом спорта в городской зоне, где ежегодно проводится Портлендский марафон и большая часть Hood to Coast эстафеты, самого крупного в мире (по количеству участников) состязания по бегу на длинную дистанцию. В 2016 году пройдёт чемпионат мира по лёгкой атлетике в помещении. В городе есть две элитные беговые группы, the Nike Oregon Project и Oregon Track Club, в состав которых входят обладатель рекорда США в беге на 10 000 метров Гален Рапп, двукратный олимпийский чемпион из Великобритании Мо Фарах и бронзовая призёрка олимпийских игр 2008 года в беге на 10 000 метров Шалан Фланаган. Лыжный спорт и сноубординг также очень популярны в городе со множеством близлежащих курортов в районе Маунт-Худ, включая круглогодичный «Тимберлайн Лодж» (Timberline Lodge).
В прошлом Портленд был базой для the Portland Rosebuds — команды из хоккейной ассоциации тихоокеанского побережья, первой профессиональной спортивной команды в Орегоне и первой профессиональной хоккейной команды в Соединённых Штатах. The Rosebuds играли в финале кубка Стэнли в 1916 году и стали первой американской командой, достигшей такого успеха. В 1926 году команда была продана инвестору из Чикаго и переименована в «Чикаго Блэкхокс».
Портленд является одним из наиболее активных мест проведения соревнований по велогонкам в Соединённых Штатах. Ассоциация велогонок Орегона ежегодно проводит сотни состязаний по велогонкам. Еженедельные состязания на «Альпенроуз Велодром» (Alpenrose Velodrome) и Портлендской международной трассе (Portland International Raceway) позволяют ездить вечером почти каждую неделю с марта по сентябрь, а с сентября по декабрь проходят гонки по велокроссу, среди которых нужно выделить the Cross Crusade, собирающую около 1000 велосипедистов и их неистовых болельщиков.
В Портленде также находится команда Rose City Rollers женской лиги по роллер-дерби.
В Портленде существуют две студенческие спортивные команды Первого дивизиона: University of Portland Pilots и Portland State Vikings. Оба университета тренируют команды по многим видам спорта, среди которых: футбол, бейсбол, баскетбол и американский футбол. Университеты Портленда играют на поле Joe Etzel Field, футбольном комплексе Clive Charles Soccer Complex и Chiles Center. Портлендский государственный университет играет в Stott Center и на поле «Провиденс Парк». В свою очередь, колледж Льюиса и Кларка готовит несколько спортивных команд, которые выступают в Третьем дивизионе Национальной ассоциации студенческого спорта (NCAA).

### Средства массовой информации
The Oregonian — единственная ежедневная общеобразовательная газета, которая освещает события в Портленде. Она также распространяется по всему штату и в округе Кларк Каунти, Вашингтон.
Более мелкие местные газеты, распространяющиеся бесплатно по почтовым ящикам и посредством раздачи их по всему городу, включают Портленд Трибьюн (Portland Tribune) (газета для широких масс, которая выходит по четвергам), Уилламетт Уик (Willamette Week) (еженедельник для широких масс, выходящий по средам), Портленд Меркьюри (The Portland Mercury) — ещё один еженедельник, нацеленный на молодую городскую аудиторию и публикующийся по четвергам, Эйжиан Репортер (The Asian Reporter) — еженедельник, освещающий новости Азии, как международные, так и местные.
Portland Indymedia — один из самых старейших и крупнейших Независимых Медиа Центров. The Portland Alliance, в основном анти-авторитарный прогрессивный ежемесячник, является самым большим радикальным печатным изданием в городе. Just Out, выходившая в Портленде дважды в месяц до конца 2011 года, была региональным передовым изданием ЛГБТ-сообщества. Периодическое издание, выходящее раз в две недели, Street Roots, распространяется в городе членами общества бездомных.
Портлендский Business Journal — еженедельник, который освещает новости, касающиеся финансов и экономики, также как и The Daily Journal of Commerce. Portland Monthly ежемесячный журнал новостей культуры. The Bee («Пчела»), основанная 105 лет тому назад, — районная газета, обслуживающая южные окрестности.
В Портленде есть широкий выбор каналов телевидения и радио.

## Население
На июль 2008 года население города по приблизительным оценкам составляло 575 930 человек, делая его тридцатым по населению городом США. Портленд — самый населённый город штата Орегон и третий из крупнейших городов тихоокеанского северо-запада после Ванкувера (Британская Колумбия, Канада) и Сиэтла (штат Вашингтон, США). В агломерации Портленда проживает около 2 миллионов человек, что на июль 2006 года ставит его на 23 место среди самых населённых городских территорий в США. Площадь — 376,5 км², в том числе водная поверхность — 28,6 км². Расположен на средней высоте 15,2 м над уровнем моря.

### Данные переписи населения 2010 года
Расовая структура населения выглядела следующим образом: 72,2 % — белые (421 773), 9,4 % — латиноамериканцы (любой расы) (54 840), 8,9 % — азиаты (51 854), 7,8 % — афроамериканцы (45 545), 2,4 % — коренные американцы (14 262), 0,9 % — выходцы из Океании (5 229), и 5,0 % — другие расы (28 987). В городе численность русских (6894) составляет чуть более 1 %, русскоговорящих 1,8 % (10 375).
Из 223 737 домашних хозяйств, 24,5 % проживали с детьми младше 18 лет, 38,1 % совместно проживающие пары в браке, 10,8 % семей, где проживали одинокие женщины, и 47,1 % составили несемейные. 34,6 % составили хозяйства, где проживали одинокие люди, и 9 % составили одинокие люди, достигшие 65-летнего возраста и старше. Средний размер домашнего хозяйства составил 2,3 человека, размер средней семьи — 3 человека.
Возрастное распределение населения выражено следующим образом: 21,1 % — в возрасте до 18 лет, 10,3 % 18-24 года, 34,7 % 25-44 года, 22,4 % 45-64, и 11,6 % — 65 лет и старше. Средний возраст составил 35 лет. На каждые 100 женщин приходится 97,8 мужчины. На каждые 100 женщин в возрасте старше 18 лет приходится 95,9 мужчин.
Средний уровень дохода в городе составил $40 146 доллара, а средний доход на семью показал значение в $50 271 долларов. Средний доход мужчин составил $35 279 против $29 344 у женщин. Доход на душу населения в городе — 22 643 доллара. Около 8,5 % семей и 13,1 % населения проживали за чертой бедности, включая 15,7 % жителей в возрасте до 18 лет и 10,4 % в возрасте от 65 лет и старше. Данные о доходах в расовой структуре на данный момент не предоставлены.

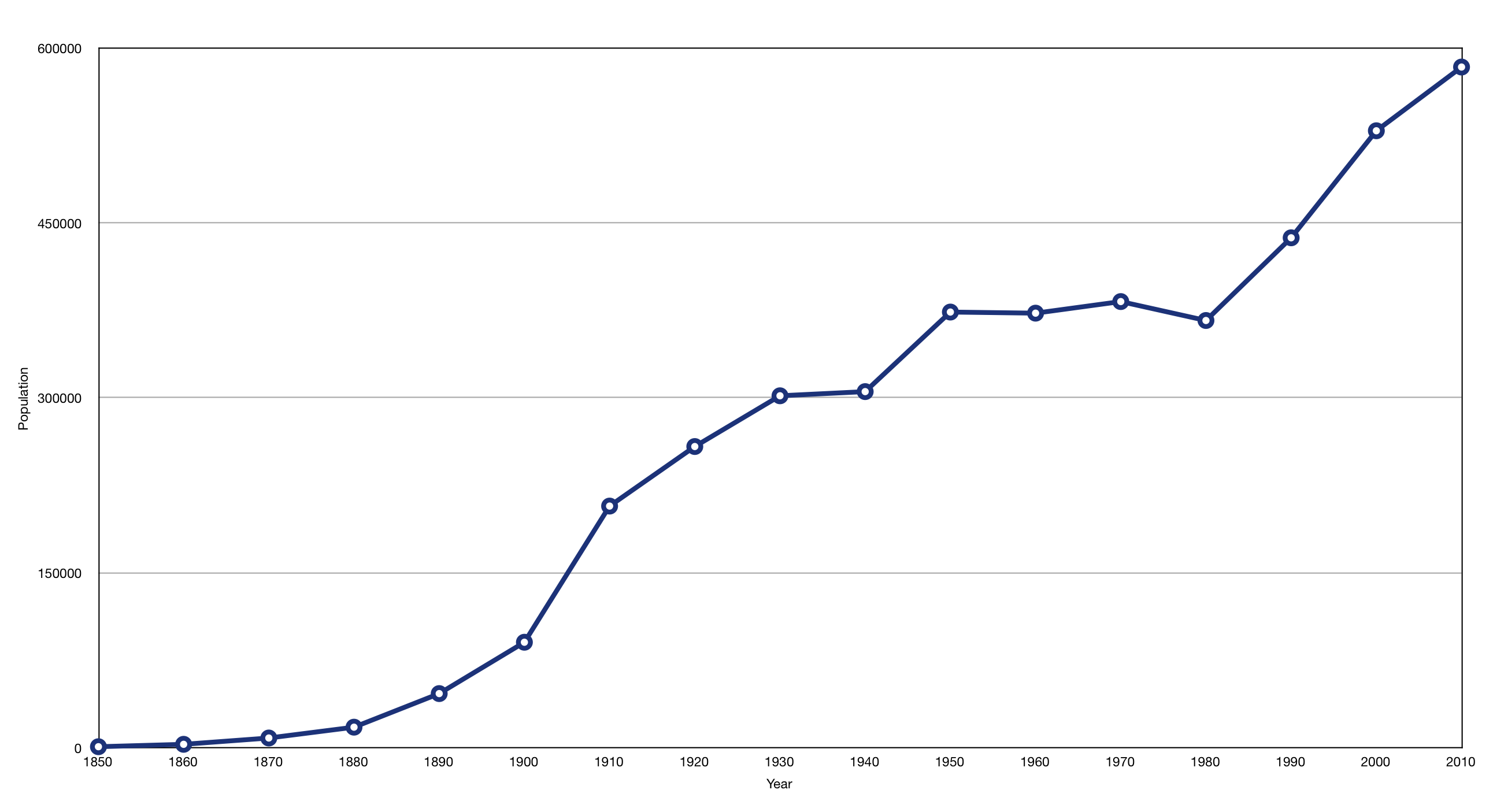
Динамика роста населения Портленда в период с 1850 по 2010 год

Впрочем, несмотря на рост численности населения, количество детей в городе уменьшается, что оказывает негативное влияние на городскую систему образования, и уже привело к закрытию нескольких школ. В 2005 году было проведено исследование, которое показало, что в Портленде сейчас обучается меньше детей, чем в 1925 году, в то время как общая численность жителей увеличилась вдвое. Эта тенденция ведёт к тому, что в течение следующего десятилетия Портленду придётся закрывать по 3—4 школы каждый год.
В 1940 году афроамериканское население Портленда составляло приблизительно 2000 человек, которые в основном были представлены работниками железной дороги и членами их семей. В военное время строительный бум кораблей «Либерти» привёл к значительному росту потребности в рабочей силе и притоку в город представителей чёрной расы. Основные волны этих переселенцев поселились в пригородах Албина и Вэнпорт. Наводнение 1948 года, разрушившее Вэнпорт, привело к концентрации темнокожего населения в северо-восточных районах города. Достигнув доли в 7,90 %, афроамериканское население Портленда почти в 4 раза превышает средний показатель по штату Орегон. Более двух третей общего числа темнокожих жителей штата проживают в Портленде. По данным переписи населения 2000 года, три старшие школы города (Кливленд, Линкольн и Уилсон) имели более 70 % белых студентов, что соответствует общей структуре населения, в то время как школа Джефферсона (Jefferson High School) имела только 13 % студентов белой расы. Оставшиеся 6 школ имеют преимущество не белых студентов, включая темнокожих и азиатов. Доля студентов испанских национальностей варьируется от 3,3 % в школе Уилсон до 31 % в школе Рузвельта.

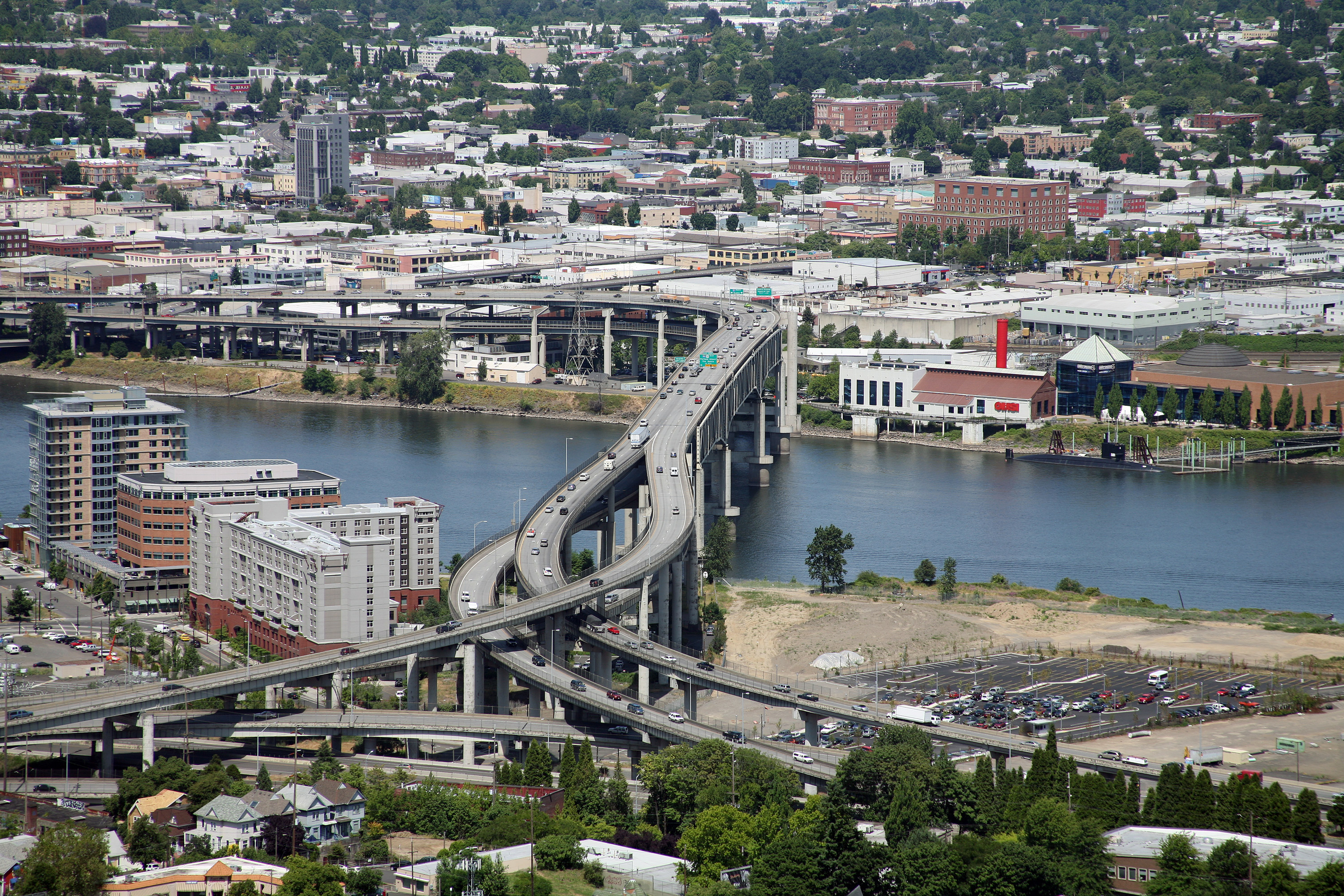
Мост Маркуам (Marquam Bridge) через реку Уилламетт, вид с юго-запада, вершины холма Маркуам

Доля представителей азиатской этнической группы в Портленде составляет 7,1 %, и достигает 8,9 % с учётом частичной наследственности. Вьетнамцы составляют 2,2 % населения города и представляют собой крупнейшую из азиатских групп населения, за ними следуют китайцы (1,7 %), филиппинцы (0,6 %), японцы (0,5 %), корейцы (0,4 %), лаосцы (0,4 %), хмонги (0,2 %), и камбоджийцы (0,1 %).
12 000 жителей вьетнамской национальности делают Портленд одним из главных мест проживания этой этнической группы в США, в среднем на душу населения. По статистическим данным, в городе проживает 21 000 представителей Океании, что составляет 4 % общего населения.
Город Портленд является 7-м по величине местом проживания представителей ЛГБТ сообщества в стране, доля гомосексуальных жителей составляет 8,8 %.

### История развития расовой структуры населения
Население Портленда было и остается в основном представленным белой этнической группой, что обосновано историческими тенденциями. В 1940 году, белые составляли 98 % общего числа жителей города. В 2009 году Портленд занимал пятую позицию среди 40 крупнейших городских территорий США по доле белого населения. В 2007 году исследование, проведённое в 40 крупнейших городах США показало что Портленд является городом с наивысшей долей белого населения в общем числе жителей города. Некоторые исследователи называют в целом регион Pacific Northwest «одним из последних бастионов представителей белой расы в США» Несмотря на то, что структура населения Портленда исторически похожа на соседние города Сиэтл и Солт-Лейк-Сити, в последних происходила более значительная диверсификация этнических групп в конце 1990-х и 2000-х годах. Портленд же не только остается белым, но и миграция в город носит преимущественно белый цвет, что отчасти объясняется высоким интересом к городу со стороны молодых американцев со средним уровнем образования, которые в значительном большинстве принадлежат к белой этнической группе.
Орегон запретил миграцию чернокожего населения в 1849 году. В XIX веке некоторые законы разрешили въезд выходцам из Китая, однако не дали им право иметь здесь собственность и перевозить свои семьи. В начале 1920-х годов стремительный рост организации Ку-клукс-клан, которая стала оказывать серьёзное влияние на политику штата Орегон, привёл к избранию губернатором Уолтера Пирса (Walter M. Pierce).
Самый большой рост этнических меньшинств наблюдался в городе во время Второй мировой войны, когда число афроамериканского населения выросло в 10 раз, что было вызвано необходимостью привлечения дополнительной рабочей силы для военного производства.
 После войны, наводнение в городе Вэнпорт (Vanport City) в 1948 году привело к переселению многих темнокожих жителей. Новым местом жительства для них стал соседний пригород Албина (Albina). И там, и в других районах Портленда они испытывали на себе враждебность полиции, трудности при поисках работы, дискриминацию в вопросах предоставления ссуд, что стало причиной отъезда около половины всех темнокожих жителей. Широко распространённая практика дискриминации в области предоставления жилья оказывает значительное влияние на расовую структуру населения и сегодня. Аудит рынка арендуемой недвижимости, проведённый в 2011 году Орегонским советом справедливых жилищных условий, показал, что 64 % из 50 агентов, сдающих жильё в аренду, предоставляли дискриминационные условия для темнокожих или латиноамериканских этнических групп. Местная газета The Oregonian утверждает: «Этим группам предлагают более высокие цены и суммы залога, или требуют оплаты дополнительных комиссий, или не дают обычных специальных условий по переезду и так далее».
В 1980-х—1990-х годах в Портленде бурно развивались радикальные группировки скинхедов. В 1988 году студент из Эфиопии Мулугета Серо (Mulugeta Seraw) был убит тремя скинхедами. Ответом на его убийство стали многочисленные демонстрации, движения и мероприятия, направленные на снижение уровня расовой нетерпимости в городе, которые в итоге привели к значительному росту толерантности его жителей.
Во время реконструкции северной части Портленда, вдоль трамвайной линии MAX Yellow Line, перемещение этнических меньшинств возникло с новой силой. В 10 из 29 исследований состава населения, проведённых в 2000 году в северных и северо-восточных кварталах Портленда, преобладали не белые этнические группы. К 2010 году не осталось ни одного района, где бы преобладали жители не белой группы, что обусловлено также значительным ростом стоимости жизни вследствие джентрификации. Сегодня афроамериканское сообщество проживает преимущественно на севере города, особенно в квартале King Neighborhood.

## Экономика

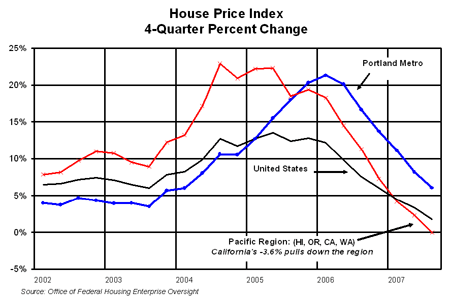
Индекс стоимости жилья в Портленде выше среднего показателя по стране.

Портленд — важный экономический центр северо-запада США. Крупный порт (грузооборот 9 млн т. в 1970), железнодорожный узел, аэропорт. Его месторасположение является выгодным для многих отраслей промышленности. Сравнительно низкие цены на энергоресурсы, богатая сырьевая база, автомагистрали Север — Юг и Восток — Запад, международные авиа терминалы, инфраструктура обслуживания морских перевозок и обе главные железнодорожные магистрали западного побережья являются главными экономическими преимуществами города. Американская консалтинговая компания Mercer в своём отчёте за 2009 год, «призванном помочь правительствам и крупным компаниям эффективно размещать сотрудников в международных проектах» поставила Портленд на 42 место в Рейтинге городов мира по уровню качества жизни; исследование проводилось по таким критериям: политическая стабильность, свобода личности, санитарные условия, уровень преступности, доступность жилья, окружающая среда, возможности отдыха, банковское обслуживание, доступность потребительских товаров, система образования и муниципальная инфраструктура, включая транспортный сектор.
Городская история привлечения крупных компаний имеет смешанный характер. Крупные компании, такие как Willamette Industries, Louisiana-Pacific, CH2M HILL, U.S. Bank, и Evraz North American (ранее известная как Oregon Steel Mills), вывели свои штаб-квартиры из города, также как и небольшие компании, в числе которых Lucy Activewear и Northwest Pipe Company. Примерами привлечённых в город компаний являются Северо-Американские или Американские представительства компаний Vestas Wind Systems, и производителей спортивных изделий Li-Ning Co., Hi-Tec Sports, KEEN, Inc. и Adidas.
Другими значимыми представителями бизнеса в городе являются рекламное агентство Wieden+Kennedy; компании финансового сектора Umpqua Holdings Corporation и StanCorp Financial Group; компания по обработке данных Rentrak; коммунальные предприятия PacifiCorp, NW Natural и Portland General Electric; коммуникационный провайдер Integra Telecom; сети ресторанов McMenamins и McCormick & Schmick’s; производитель инструментов Leatherman; и архитектурные компании ZGF Architects LLP и Boora Architects.
В городе также расположены предприятия лесоперерабатывающей, бумажной, металлообрабатывающей, пищевой промышленности, развито транспортное и электротехническое машиностроение. Крупнейшим работодателем города является известный производитель микросхем Intel, главная фабрика которого находится в пригороде Портленда Хилсборо, вместе с большим количеством компаний-смежников. В Портленде базируется известный производитель грузовых автомобилей компания Freightliner.
Близ Портленда расположена Бонвиллская ГЭС.

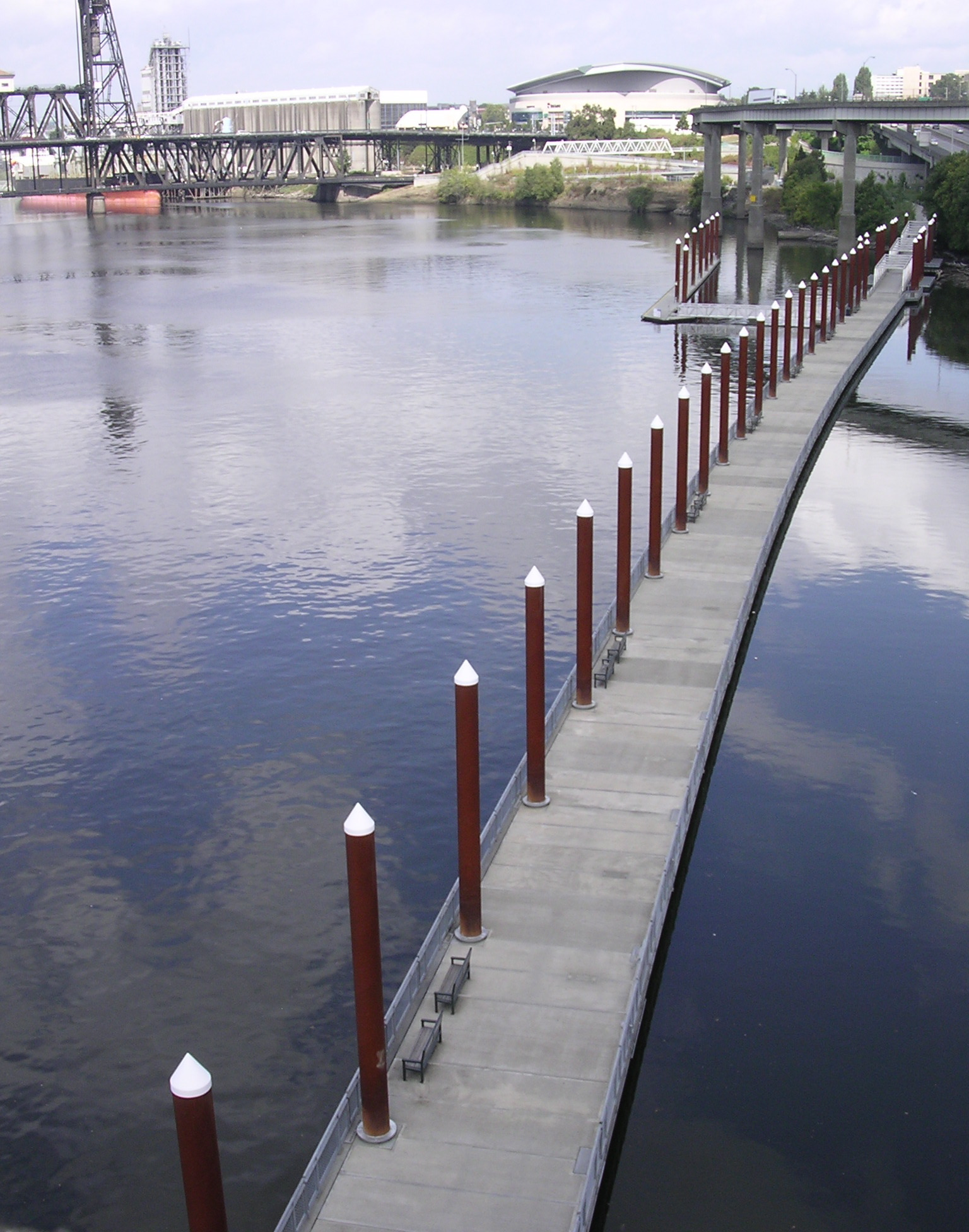
Один из участков Эспланады Истбанк

### Недвижимость и строительство
Законы штата Орегон, принятые в 1973 году ввели определённые требования и ограничения для строительства крупных объектов. Эти правила регулируют доступ к инфраструктурным коммуникациям (канализация, водоснабжение и связь), а также территории обслуживания полиции, пожарной службы и школ. Изначально этот закон предполагал предоставление городом территорий для развития на ближайшие 20 лет роста; однако, в 2007 году закон продлил этот срок до 50 лет роста в существующих границах, а также установил защиту для близлежащих сельскохозяйственных территорий.
Определение жестких городских границ, вместе с мерами, принятыми PDC по созданию экономических зон развития, привели к интенсивному развитию центральной части города, увеличению числа строительства объектов средней и высокой этажности и общему росту плотности застройки.

### Производство и технологии
Производитель компьютерных комплектующих, корпорация Intel является крупнейшим работодателем региона, обеспечивая работой более 15000 человек, на своих производственных мощностях к западу от Портленда, в городе Хилсборо. Сегодня в городской черте насчитывается более 1200 технологических компаний. Такая значительная доля технологических компаний привела к тому, что город стали называть Кремниевым Лесом по аналогии с технологической областью Кремниевая Долина в Северной Калифорнии. Несмотря на превосходство производственных компаний на деловой карте Портленда, все большее число стартапов-разработчиков программного обеспечения появляются в городе благодаря поддержке специальных фондов и бизнес-инкубаторов.
В Портленде находится Северо-Американское представительство компании Adidas, также в городе обосновались Nike, FLIR Systems, Columbia Sportswear, TriQuint Semiconductor, и многие другие. Nike и Precision Castparts Corp. — единственные представители рейтинга Fortune 500, расположенные в Орегоне. Другие производители, расположенные в регионе это Freightliner Trucks, Zidell Companies, The Collins Companies, компания Western Star Trucks также имеет собственное производство грузовиков в городе.
История производства стали в регионе уходит корнями в довоенное время перед Второй Мировой Войной. К 50-м годам двадцатого века эта отрасль стала крупнейшим работодателем в регионе. Производство стали и сейчас процветает благодаря деятельности компании Schnitzer Steel Industries, которая в 2003 году отправила в Азию рекордные 1,15 миллиарда тон металлолома. Другими предприятиями тяжелой промышленности являются ESCO Corporation и Oregon Steel Mills.

### Логистика
Портленд является крупнейшим поставщиком пшеницы в США, и вторым по величине морским портом по грузообороту пшеницы в мире
Только морские терминалы обслуживают около 13 миллионов тонн грузов в год, являясь одними из крупнейших коммерческих сухих доков в стране. Порт Портленда является третьим по величине экспортным портом на западном побережье США, несмотря на свою 130-километровую удаленность вверх по реке.

## Транспорт
Портленд предлагает транспортные услуги, типичные для всех крупных городов США, однако городская политика рационального землепользования и транзитно-ориентированного проектирования в рамках городских границ приводит к тому, что жители пригородных районов получают широкий выбор хорошо развитых маршрутов передвижения. В 2011 году исследование, проведённое организацией Walk Score поставило Портленд на 12 позицию в рейтинге 50 крупнейших городов, наиболее пригодных для передвижения пешком.
В 2008 году 12,6 % всех перевозок в городе выполнялись системой общественного транспорта. TriMet является главным автобусным перевозчиком региона, также важным транспортным звеном является система легкорельсового трамвая MAX (сокращенно от Metropolitan Area Express — Городской экспресс), которая соединяет город с пригородами. Westside Express Service, или сокращенно WES, была открыта в феврале 2009 года для обслуживания западных пригородов, а также городов Бивертон и Уилсонвилль. Линия Portland Streetcar проходит от южного берега реки, через Университет штата Орегон в Портленде на север к жилым и торговым кварталам. Осенью 2012 года планируется расширение этой линии на 5,3 км в районе восточного берега реки Уилламетт. Линия замкнет кольцевое сообщение с западным берегом, как только в 2013 году будет введен в эксплуатацию мост Портленд-Милуоки.
В центральной части города существует зона бесплатного проезда в общественном транспорте, которая называется Free Rail Zone. Пятая и Шестая Авеню составляют Портлендский Транзитный Коридор — две односторонние улицы, предназначенные в основном для общественного транспорта, с ограниченным доступом для автомобилей. Интенсивное развитие транспортной системы продолжается строительством двух новых линий и нового транзитного коридора. TriMet предоставляет доступ в реальном времени к информации о перемещении своих транспортных единиц в системе TransitTracker, более того, эти данные доступны сторонним разработчикам для внедрения в собственные информационные системы.
Шоссе I-5 соединяет Портленд с долиной Уилламетт, Южным Орегоном, штатом Калифорния на юге и штатом Вашингтон на севере. Дорога I-405 формирует кольцо вместе с шоссе I-5 вокруг центральной части города, а шоссе I-205 обеспечивает транспортное сообщение с восточной стороны, и ведёт к Международному Аэропорту Портленда. Дорога US 26 проходит через городскую территорию и уходит дальше к Тихоокеанскому побережью на западе и горам Маунт-Худ и Центральному Орегону на востоке. Дорога US-30 имеет главный, резервный и бизнес коридоры через весь город, и достигает городов Грешам и Астория к западу и спальных районов на востоке, затем переходит в шоссе I-84, уходящее по направлению к городу Бойс, штат Айдахо.
Портлендский международный аэропорт (англ. Portland International Airport, ICAO: KPDX; IATA: PDX) — основной аэропорт и города, и всего штата Орегон, обслуживающий 90 % всех пассажирских и 95 % всех грузовых авиа-перевозок штата. Аэропорт расположен в 20 минутах езды на автомобиле (40 минутах на МАХ) на северо-восток от Даунтауна (центра) города. Также в Портленде есть вертолётный порт, который используется исключительно для общественной авиации.

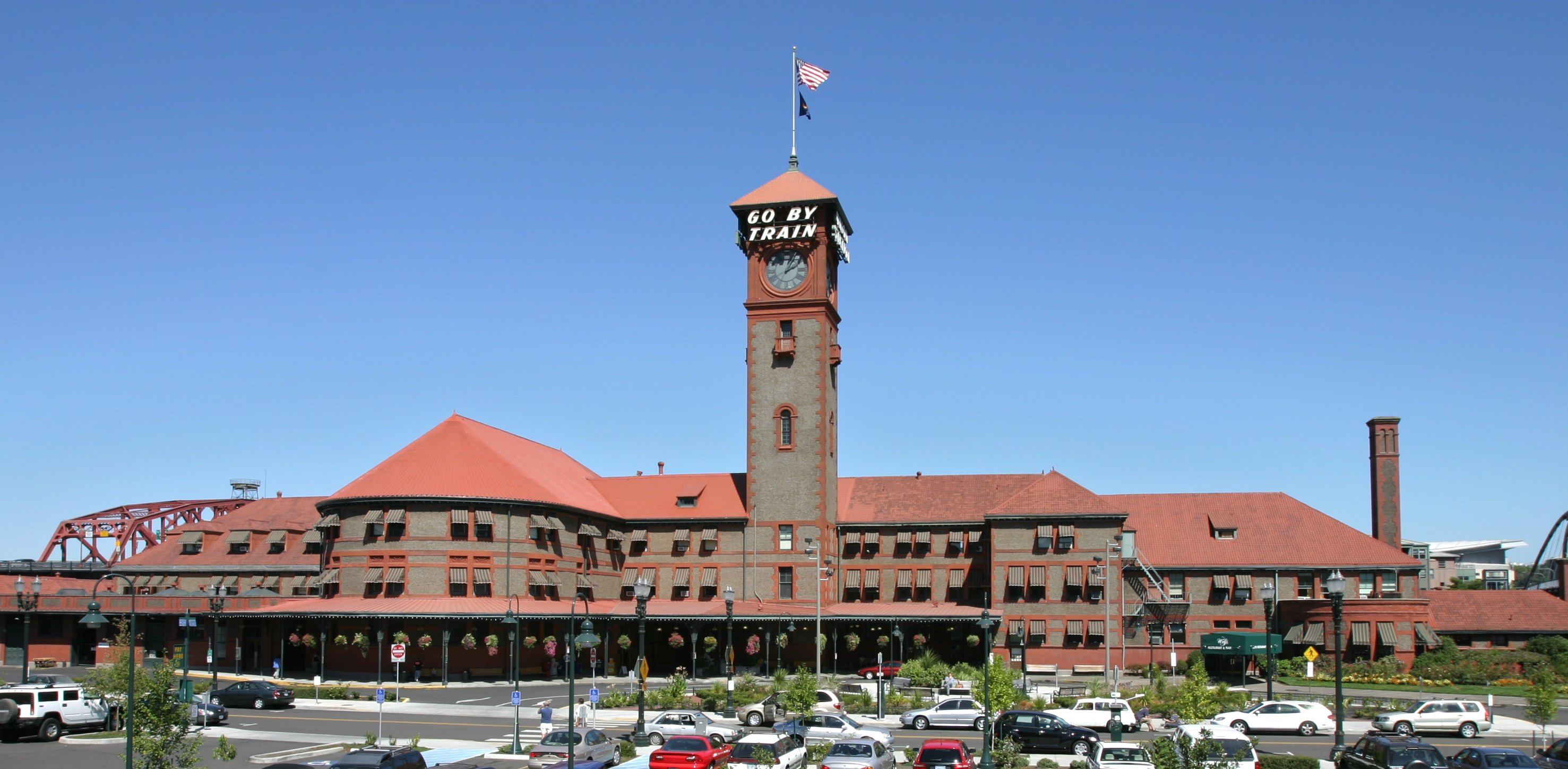
Станция Юнион

Amtrak, национальный железнодорожный перевозчик, обслуживает пассажиров на станции Юнион, предлагая три направления. Маршрутами дальнего следования являются Coast Starlight (рейс из Лос-Анджелеса до Сиэтла) и Empire Builder (рейс из Портленда до Чикаго) Маршруты Amtrak Cascades следуют между городами Ванкувер (Британская Колумбия, Канада) и Юджин несколько раз в день.
Портленд — единственный город в США, где сохранились железнодорожные составы на паровой тяге, подаренные городу в 1958 году компанией-оператором. Локомотивы Spokane, Portland & Seattle 700 и всемирно-известный Southern Pacific 4449 можно увидеть несколько раз в году во главе специальных экскурсионных поездов, как локально, так и за пределами города. За семь лет своего существования поезд Holiday Express,который курсирует по железной дороге Oregon Pacific Railroad по выходным в декабре, стал настоящей Портлендской традицией. Эти и другие поезда управляются добровольцами-участниками Фонда Орегонского Железнодорожного Наследия, объединения энтузиастов железнодорожной отрасли, которое сейчас строит новое депо и центр железной дороги недалеко от Музея Науки и Промышленности OMSI.

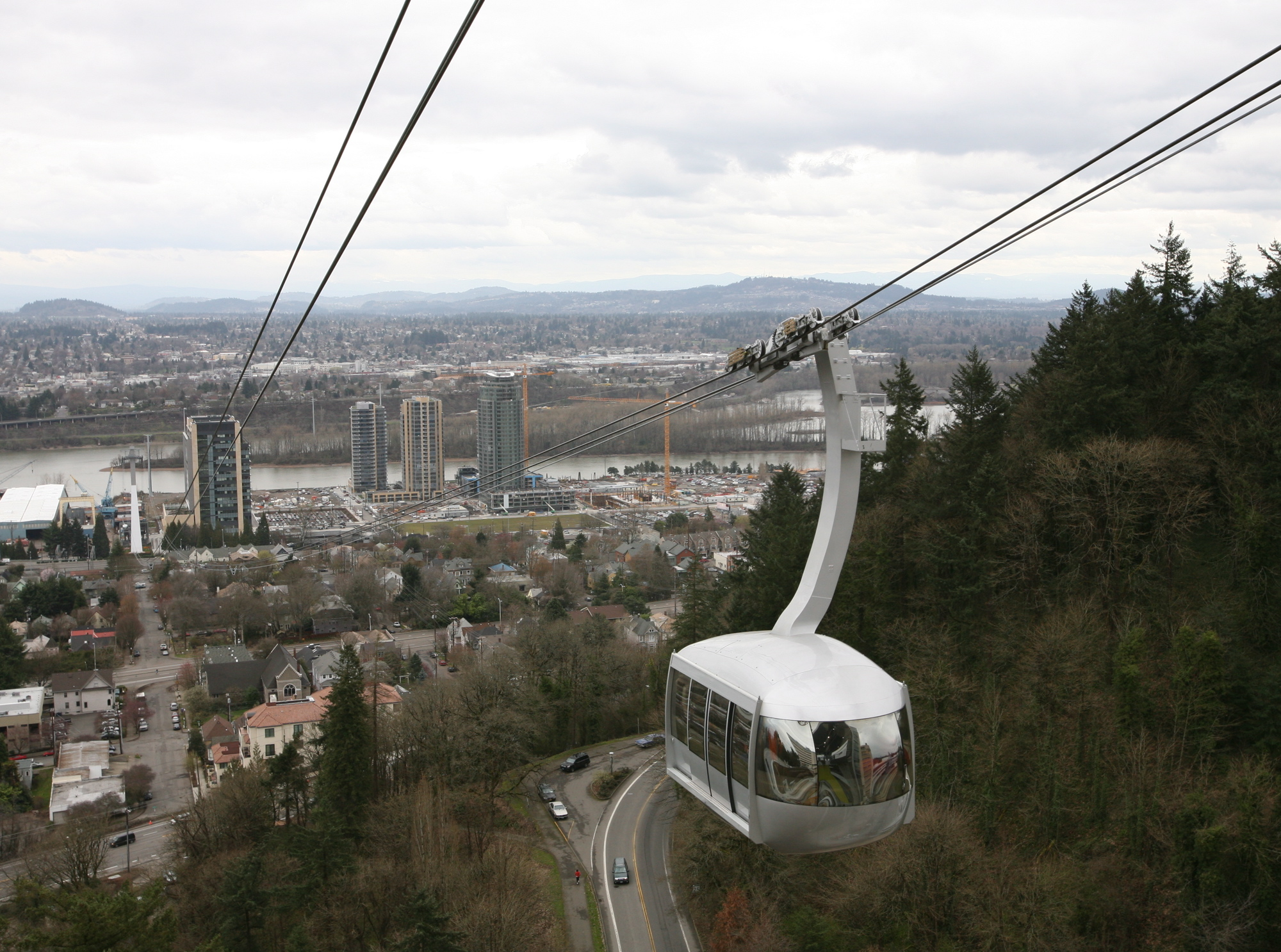
Портлендский фуникулёр соединяет район South Waterfront с Орегонским университетом науки и здравоохранения (OHSU)

Велосипедное движение является важным видом транспорта в Портленде. Городская поддержка велосипедного движения позволила городу занять лидирующие позиции в мировых рейтингах городов, удобных для велосипедистов.
Примерно 8 % жителей добираются на работу на велосипеде, что является рекордом среди крупных городов США и почти в 10 раз превышает средний показатель по стране.
Велосипедный Транспортный Альянс проводит ежегодное соревнование, во время которого тысячи участников соревнуются в преодолённом расстоянии и времени, проведённом за рулём велосипеда.
Город был отмечен Американской Лигой Велосипедистов и другими организациями за развитие инфраструктуры, способствующей комфортному использованию велосипеда в качестве средства передвижения.
Услуги краткосрочной аренды автомобилей жителям города и некоторых пригородов предлагают компании Zipcar, Car2Go, и U Car Share. В Портленде есть также канатная дорога — Portland Aerial Tram, которая соединяет район South Waterfront на реке Уилламетт и кампус Орегонского университета науки и здравоохранения на холме Маркуам.
В Портленде находятся пять крупных скейтпарков, а также исторический скейтпарк Burnside Skatepark. Самый новый из них — Gabriel Skatepark был открыт 12 июля 2008 года. Ведутся работы по созданию ещё четырнадцати. The Wall Street Journal характеризовал Портленд как «возможно наиболее дружелюбный к скейтборду город в Америке».

## Политическая система

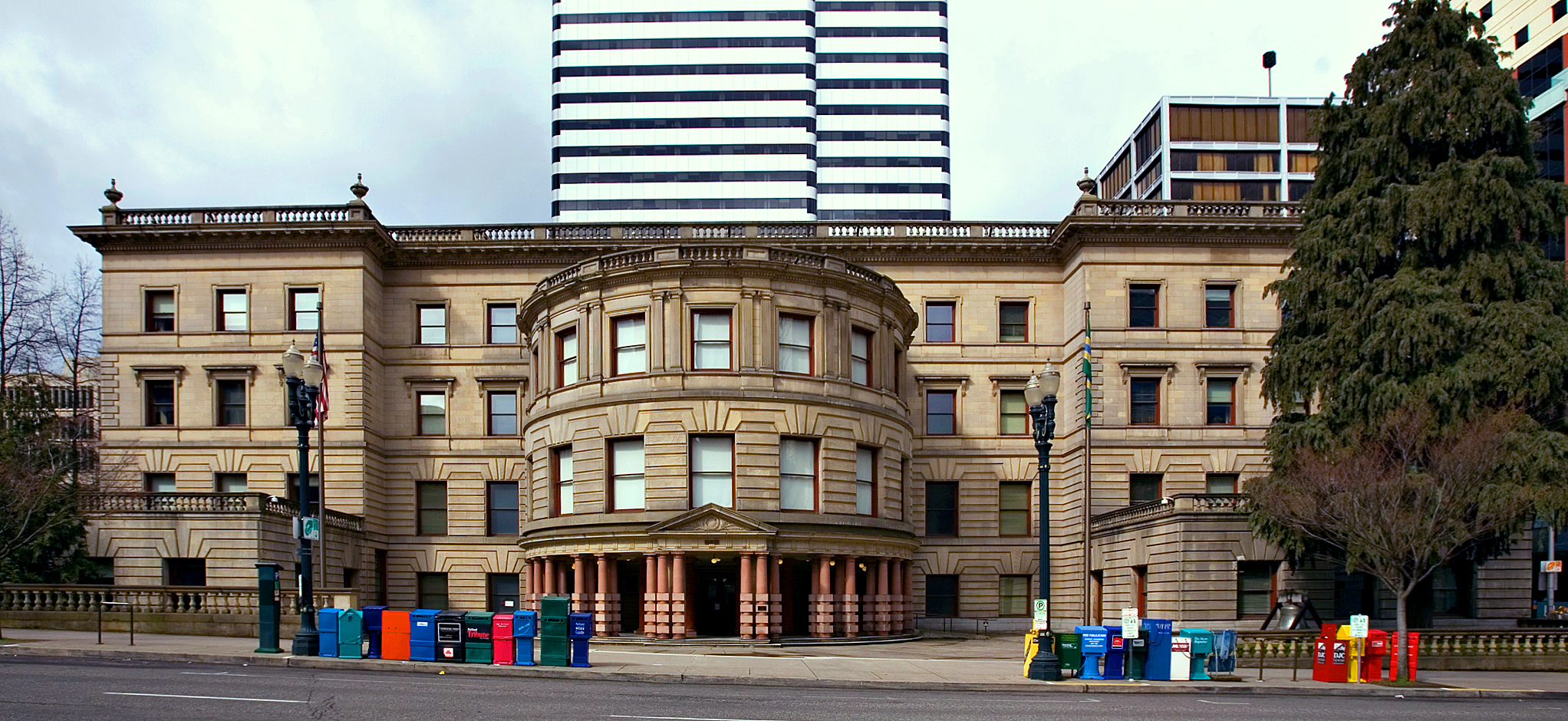
Мэрия города Портленд

Город Портленд управляется Городским Советом Портленда, членами которого являются Мэр, четыре Уполномоченных Представителя и Аудитор. Каждый из них избирается в результате общегородских выборов на четырёхлетний срок. Аудитор проводит проверки и составляет баланс использования общественных средств. Также, обязанностью Аудитора является предоставления информации и отчётов по самым разным вопросам деятельности городского управления.
Городской Офис Сотрудничества с Окрестностями выполняет функцию коммуникатора между правлением города и 95-ю официально зарегистрированными пригородными районами. Каждый из этих районов представлен добровольной Районной Ассоциацией, которая представляет интересы жителей данного района в вопросах городского управления. Город предоставляет финансирование этим Ассоциациям через семь Районных Коалиций, каждая из которых объединяет в себе несколько Районных Ассоциаций. Большинство Районных Ассоциаций (но не все) принадлежат к структуре одной из Районных Коалиций.
Портленд и его окрестности обслуживаются Метро — единственной организацией по планированию развития города в США, которая избирается на прямых выборах. Устав этой организации закрепляет её право на решение вопросов, связанных с землеустройством, организацией дорожного движения, управлением отходами и развитием города. Метро также является собственником и управляющей организацией следующих городских объектов: Орегонский центр собраний, Орегонский зоопарк, Портлендский центр изобразительных искусств и Портлендский городской выставочный центр.
Правительство округа Малтнома оказывает широкий спектр услуг на территории Портленда, так же как и правительство округов Вашингтон и Клакамас — в западной и южной частях.
Портленд является убеждённым приверженцем Демократической партии. Несмотря на то, что местные выборы проходят на непартийной основе, большинство официальных должностей в городе избиратели отдают демократам.
Все портлендские делегаты орегонской Законодательной ассамблеи являются Демократами. В текущей, 76-й Орегонской Законодательной Ассамблее,
которая была созвана в 2011 году, четыре Сенатора штата представляют Портленд в Сенате Штата: Diane Rosenbaum (Район 21), Chip Shields (Район 22), Jackie Dingfelder (Район 23), и Rod Monroe (Район 24). Портленд отправил шестерых представителей в Палату представителей Штата: Jules Bailey (Район 42), Lew Frederick (Район 43), Tina Kotek (Район 44), Michael Dembrow (Район 45), Alissa Keny-Guyer (Район 46), и Jefferson Smith (Район 47).
Федерально, Портленд разделен на три избирательных района. Большая часть города относится к 3-му району, представленному Earl Blumenauer, который проработал в городском совете с 1986 года до момента его избрания в Конгресс в 1996. Большая часть города на запад от реки Уилламетт относится в 1-му району, представленному Suzanne Bonamici. Небольшая часть города на юго-западе относится к 5-му району, представленному Kurt Schrader. Все трое являются членами Демократической партии; Республиканская партия не имеет существенного представительства в Палате представителей от Портленда с 1975 года. Оба Сенатора от штата Орегон, Ron Wyden и Jeff Merkley также являются представителями Портленда и оба — демократы.
На президентских выборах 2008 года в США демократический кандидат Барак Обама легко одержал победу в Портленде, набрав 245 464 голосов жителей города, в то время как его оппонент, республиканец Джон МакКейн сумел получить только 50 614 голосов.
Сэм Адамс, действующий мэр Портленда стал первым открыто заявившим о своей нетрадиционной сексуальной ориентации мэром в 2009 году. В 2004, 59,7 % избирателей округа Малтнома проголосовали против принятия Орегонского Закона 36, которым были внесены поправки в Конституцию штата Орегон о запрете однополых браков. Этот закон был принят 56,6 % голосов жителей всего штата. Округ Малтнома стал одним из двух округов, в которых большинство проголосовало против данного запрета, другим округом был округ Бентон, на территории которого находится город Корваллис, месторасположение Орегонского Государственного Университета.
28 апреля, 2005 года Портленд стал единственным городом в США, отозвавшим своё участие в Совместном Объединении по Антитеррористическим Мерам (Joint Terrorism Task Force).

### Планирование и развитие

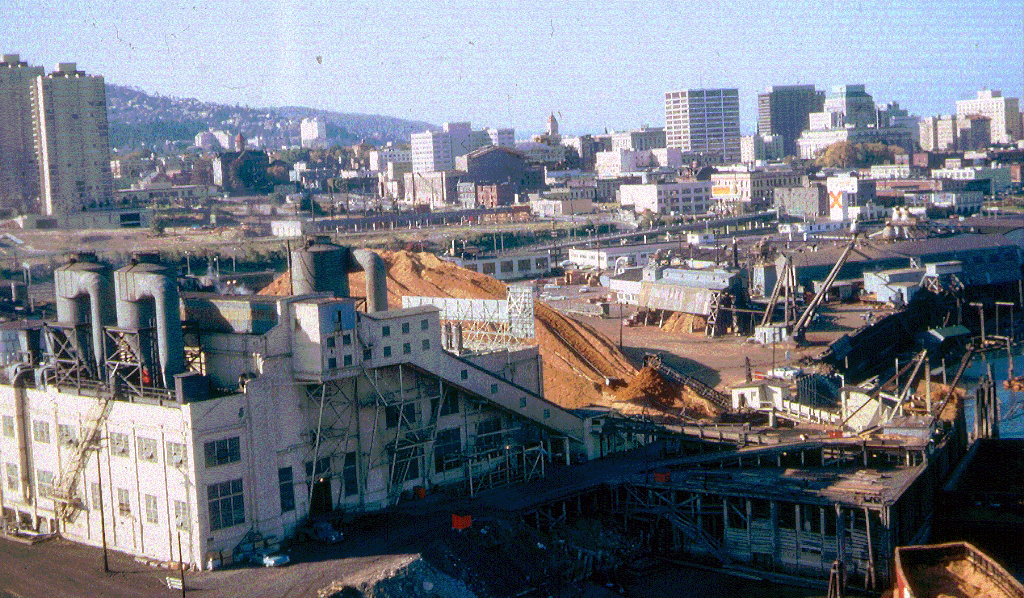
На фото 1966 года изображена электростанция, работавшая на окраине центральной части города, которая была разрушена с целью освобождения территории для более плотной застройки. Высотные здания на заднем плане слева стали одними из первых проектов Портлендской Комиссии по Строительству.

Город начал консультации с проектировщиками городской застройки в 1903 году. Тогда началось создание Вашингтон-парк и одной из лучших в стране территорий озеленения — 40-мильного Кольца, которое связывает в единое целое многие городские парки.
Портленд часто называют в качестве примера города, где значительное внимание уделяют вопросам планирования землепользования. В основном такая политика основана на принятом в 1973 году при губернаторе Томе Макколле (Tom McCall) законе об ограничениях в использовании земли, в частности требованиям к соблюдению установленных границ каждого города. Другой противоположностью — городом, где вопросы землепользования не являются приоритетом, — чаще всего называют Хьюстон (штат Техас).
Портлендские требования по соблюдению городских границ, принятые в 1979 году, установили чёткое разделение между территорией города (где приветствуется и поощряется застройка высокой плотности) и фермерскими землями, где установлены жёсткие ограничения по несельскохозяйственному использованию территорий. Это решение было довольно нетипичным в эру бурного развития автомобилестроения, что стало причиной выхода многих городов за свои исторические границы и бурного строительства вдоль автомагистралей, а также появления пригородов и городов-спутников.
Изначальные правила штата включали условия для расширения границ городской черты, но критики считали их недостаточными. В 1995 году Штат принял закон который обязал города расширить городские границы для предоставления достаточного количества земли для поддержания текущей динамики застройки на ближайшие 20 лет.
Портлендская Комиссия по Строительству (ПКС) является полуобщественной организацией, которая играет определяющую роль в вопросах развития и схем застройки центральной части города; она была создана избирателями в 1958 году для выполнения функций агентства по контролю за эффективным использованием территорий. Организация разрабатывает и осуществляет программы строительства и экономического развития города, а также сотрудничает со всеми основными застройщиками в вопросах разработки крупных проектов.
В начале 1960-х, ПКС провела снос крупного Итало-Еврейского квартала, который находился между шоссе I-405, рекой Уилламетт, 4-й Авеню и Маркет стрит.

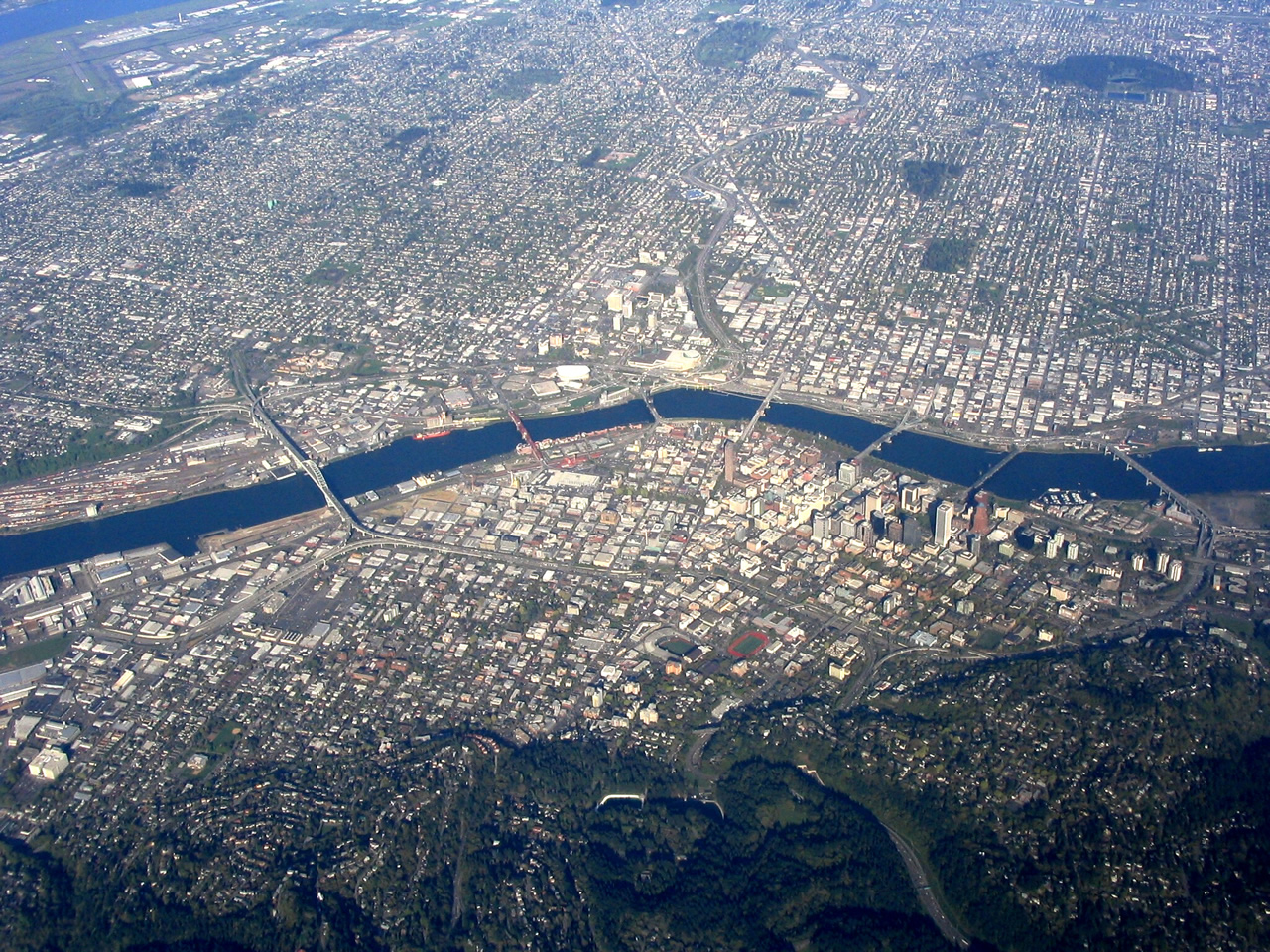
Центральные районы Портленда

Мэр Нил Голдшмидт (Neil Goldschmidt) возглавил город в 1972 году с идеями о мерах по возвращению жилых домов и жизнедеятельности в центральную часть города, которая после пяти часов вечера просто пустела. Эти усилия оказали значительное влияние на развитие территории и через 30 лет огромные жилые комплексы были построены в трёх районах: на север от Портлендского Государственного Университета (между шоссе I-405, Ю-З Бродвей и Ю-З Тэйлор стрит); застройка РиверПлэйс (RiverPlace) вдоль берега реки под мостом Маркуам (Marquam) bridge; и особенно заметный — в районе Перл Дистрикт (Pearl District) (между I-405, улицами Бернсайд, С-З Нортруп и С-З 9-й Авеню.)
Городской Институт Зелёных пространств, который находится в Географическом Центре Картографических Исследований Портлендского Государственного Университета разрабатывает методы лучшей интеграции искусственных и природных ландшафтов. Институт работает над планированием городских парков, прогулочных зон и природных территорий как на местном, так и на региональном уровнях.
В октябре 2009 года, Городской Совет Портленда единогласно принял план действий до 2050 года по снижению выбросов парниковых газов до 80 % от уровня 1990 года. По данным журнала Grist, Портленд занимает второе место в мире среди экологически чистых или «зелёных» городов, уступая только столице Исландии Рейкьявику. В 2010 году компания по недвижимости Move, Inc. включила Портленд в список «10 самых зелёных городов».

### Свобода слова
Конституция штата Орегон очень сильно защищает право на свободу слова и выражения, в поддержку этих положений также высказался Высший Суд штата, который своим вердиктом в деле 1987 года Штат против Генри постановил, что полное обнажение и приватные танцы в стрип-клубах являются выражением свободы слова, в связи с чем в Портленде, по некоторым оценкам, расположено больше стрип-клубов в расчёте на душу населения, чем в Лас-Вегасе или Сан-Франциско. Город даже получил прозвище «Порнленд» за свои стрип-клубы, эротические массажные салоны и высокий уровень детской проституции. Этот термин широко использовался в 2010 году, но изначально был упомянут в 2003 году Чаком Палаником.
Судья отклонил обвинения против обнажённого велосипедиста в ноябре 2008 года по причине того, что Всемирный Голый Велопробег «стал установленной традицией в Портленде». Первое мероприятие этой серии проводилось в 1999 году и насчитывало всего 7 участников; в то время его в шутку называли «critical ass» (обыгрывая название велопробегов Critical Mass). Участники должны были 'купить' велосипед в местном магазине и вернуть его на следующее утро. Начало мероприятия состоялось в полночь и продлилось оно до тех пор, пока все его участники не были остановлены или арестованы. Забавной деталью стало то, что офицеры, проводившие задержание, отказывались прикасаться к обнажённым участникам велопробега. В 2009 году Голый Велопробег прошёл без существенных инцидентов. Полиция города контролировала маршрут движения участников во избежание дорожных происшествий Общее число участников составило от 3000 до 5000 человек. В июне 2010 год Портлендский Всемирный Голый Велопробег собрал 13000 участников.
В городе проводились апробация закона штата, запрещающего публичное оскорбление другого лица с целью предотвращения потенциального насилия, однако Высший Суд Штата единогласно выступил против такого закона, так как он мог бы привести к ограничению свободы слова.

## Образование и культура

### Школы
Портленд обслуживается шестью общественными школьными районами и многими частными школами. Крупнейшим школьным районом является район Портлендские Общественные Школы.

### Колледжи и университеты
Также в городе много колледжей и университетов, самые крупные из которых — Портлендский общественный колледж, Университет штата Орегон в Портленде и Орегонский университет здравоохранения и науки. В городе также функционируют частные университеты — Портлендский, Рид-колледж и Льюис и Кларк Колледж.

### Орегонский Музей науки и промышленности
Орегонский Музей науки и промышленности (Oregon Museum of Science and Industry, OMSI) предлагает много познавательной информации для детей и взрослых. Он состоит из пяти основных залов, большинство из которых разделены на небольшие лаборатории: Зал Наук о Земле, Зал Наук о Жизни, Зал Турбин, Научная Площадка и Зал Особенных Экспозиций. В последнем зале каждые несколько месяцев появляется новая экспозиция. Тематические лаборатории включают химическую, физическую, технологическую, палеонтологическую, природную и лабораторию по водоснабжению. В музее также можно посетить ряд уникальных объектов, таких как подводная лодка USS Blueback (SS-581), Купольный Театр OMNIMAX, и Музейный Планетарий Кендалла. Подводная лодка USS Blueback была последней не-атомной быстрой атакующей субмариной, которая состояла на вооружении военно-морского флота США, теперь музей предлагает её для ежедневных экскурсий. Купольный Театр OMNIMAX является разновидностью кинозала технологии IMAX, где изображение проецируется на вогнутую поверхность. Площадь поверхности проекции в OMNIMAX составляет 606,8 м². В театре OMNIMAX изображение проецируется с помощью крупнейших в киноиндустрии кадров, которые в 10 раз превосходят по размеру обычную 35 мм плёнку. Планетарий Кендалла является крупнейшим и наиболее технологическим сооружением подобного рода во всём регионе Pacific Northwest. Музей расположен по адресу 1945 SE Water Ave. Сооружение построено прямо на берегу реки и имеет удобное расположение рядом со входом в Спрингуотер Корридор (Springwater Corridor) и пешеходными и велосипедными дорожками Эспланады Истбанк (Eastbank Esplanade).

### Портлендский Музей искусств
Этот музей представляет крупнейшую городскую коллекцию предметов искусства и каждый год проводит выставки коллекций из других музеев. Недавнее добавление крыла Современного Искусства позволило музею войти в список 25 крупнейших музеев США.

### Орегонский Исторический музей
Орегонский Исторический музей был основан в 1898 году. В нём представлены коллекции книг, фильмов, картин, артефактов и карт, посвящённых истории штата Орегон. Музей обладает одной из самых обширных коллекций материалов, посвящённых истории штата в США.

### Портлендский Детский музей
Этот детский музей был специально создан для раннего детского развития. Музей охватывает широкий спектр тем, многие из его экспозиций регулярно обновляются, чтобы всегда давать посетителям самую свежую информацию. Музей также содержит небольшую начальную школу, где проводятся занятия с детьми.

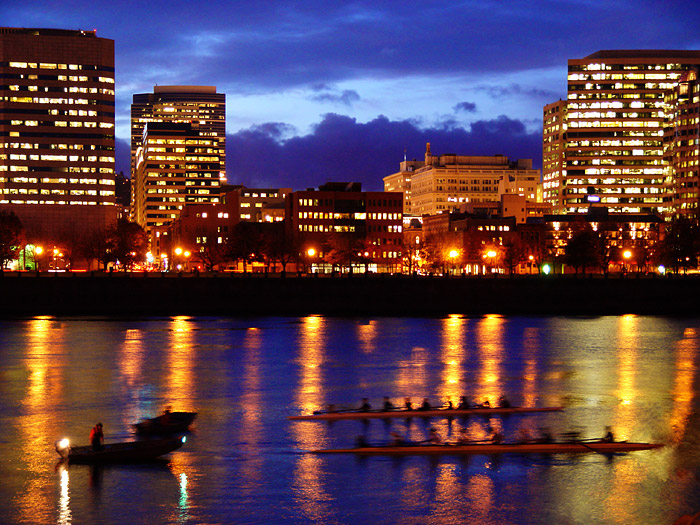
На реке Вилламет ночью

## Преступность
По данным отчёта о преступности Uniform Crime Report, опубликованного Федеральным Бюро Расследований в 2009 году, Портленд занимает 53 позицию по уровню преступности из 75 городов США с населением более 250 000 человек. Доля убийств в Портленде за период с 2005 по 2009 год составила в среднем 3,9 на 100 000 человек в год, что ниже, чем средний показатель по стране. По другим видам преступлений Портленд превышает средние показатели по стране. По данным полиции города, самыми опасными районами города являются улицы Killingsworth, 82-я Авеню, и St. Johns Woods Apartments. В октябре 2009 года журнал Forbes назвал Портленд третьим городом в США по уровню безопасности жизни.

## Достопримечательности

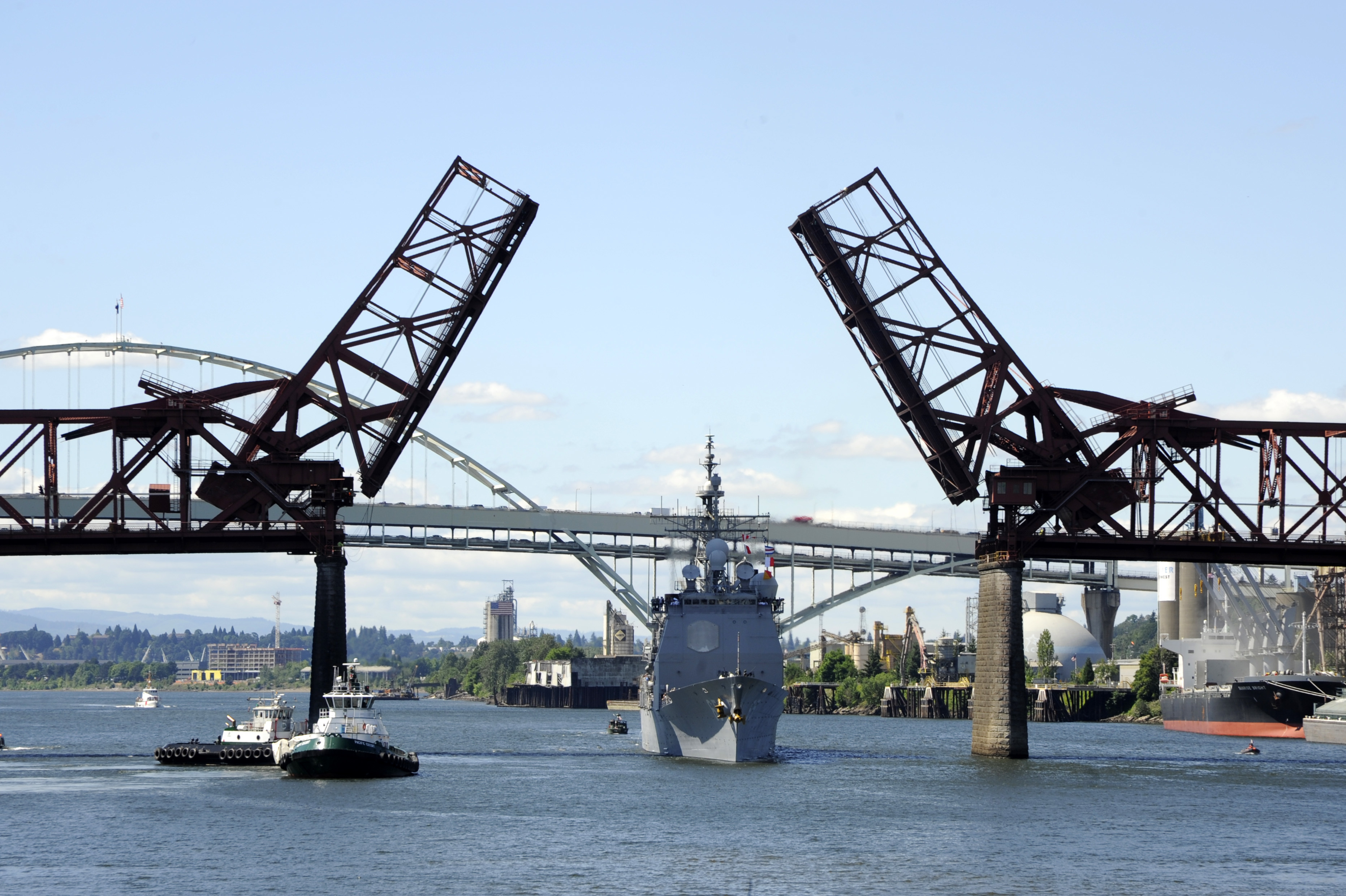
Бродвейский мост, построенный в 1913 году, был самым большим в мире раскрывающимся мостом

В Портленде отсутствуют значимые исторические постройки, но в то же время город привлекает внимание применением принципов гармоничного соединения природы и искусственного ландшафта в градостроительстве. Широкую известность получила Эспланада Истбанк (англ. Esplanade Eastbank) — рекреационная зона, выстроенная на берегу реки Вилламет на месте бывших промзон. При бюджете всего в $30 млн, основанная на структуре трёхкилометровой набережной и старой дамбы эспланада проходит под самыми красивыми мостами города и формирует вид на старый исторический центр Портленда.
Помимо этого, Портленд знаменит своими парками; на территории одного из них, Mt. Tabor Park, находится потухший вулкан. Также в городе расположен самый маленький парк мира — Милл Эндс Парк, площадью 0,3 м².

## Города-побратимы
- Израиль: Ашкелон
- Италия: Болонья
- Мексика: Гвадалахара
- Китайская Республика: Гаосюн
- Никарагуа: Коринто
- Зимбабве: Мутаре
- Гондурас: Сан-Педро-Сула
- Япония: Саппоро
- Китай: Сучжоу
- Республика Корея: Ульсан
- Россия: Хабаровск

## Галерея

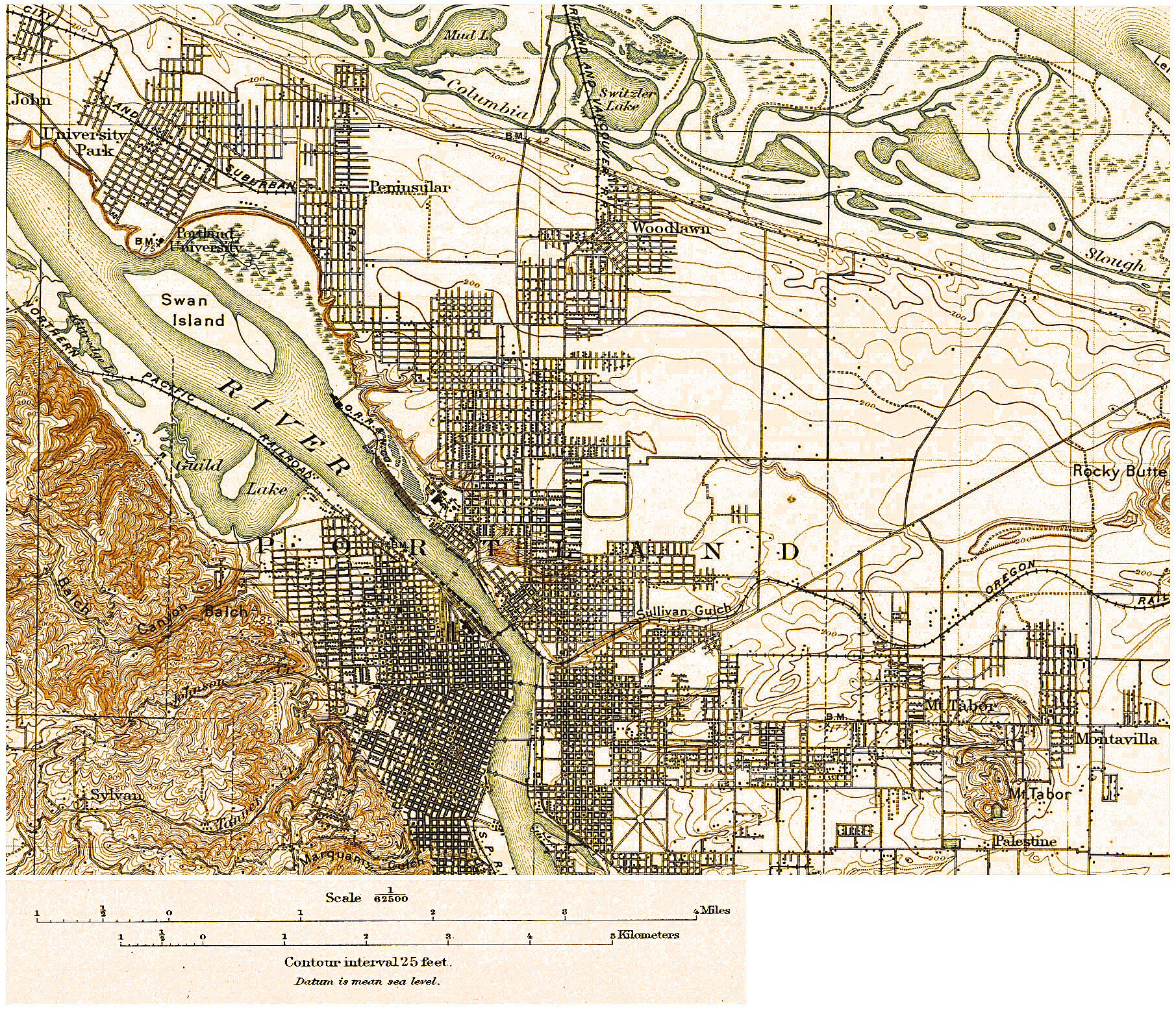
Топографическая карта Портленда 1897 года изображает улицы, железные дороги, и существенные отличия в болотистом районе реки Колумбия.
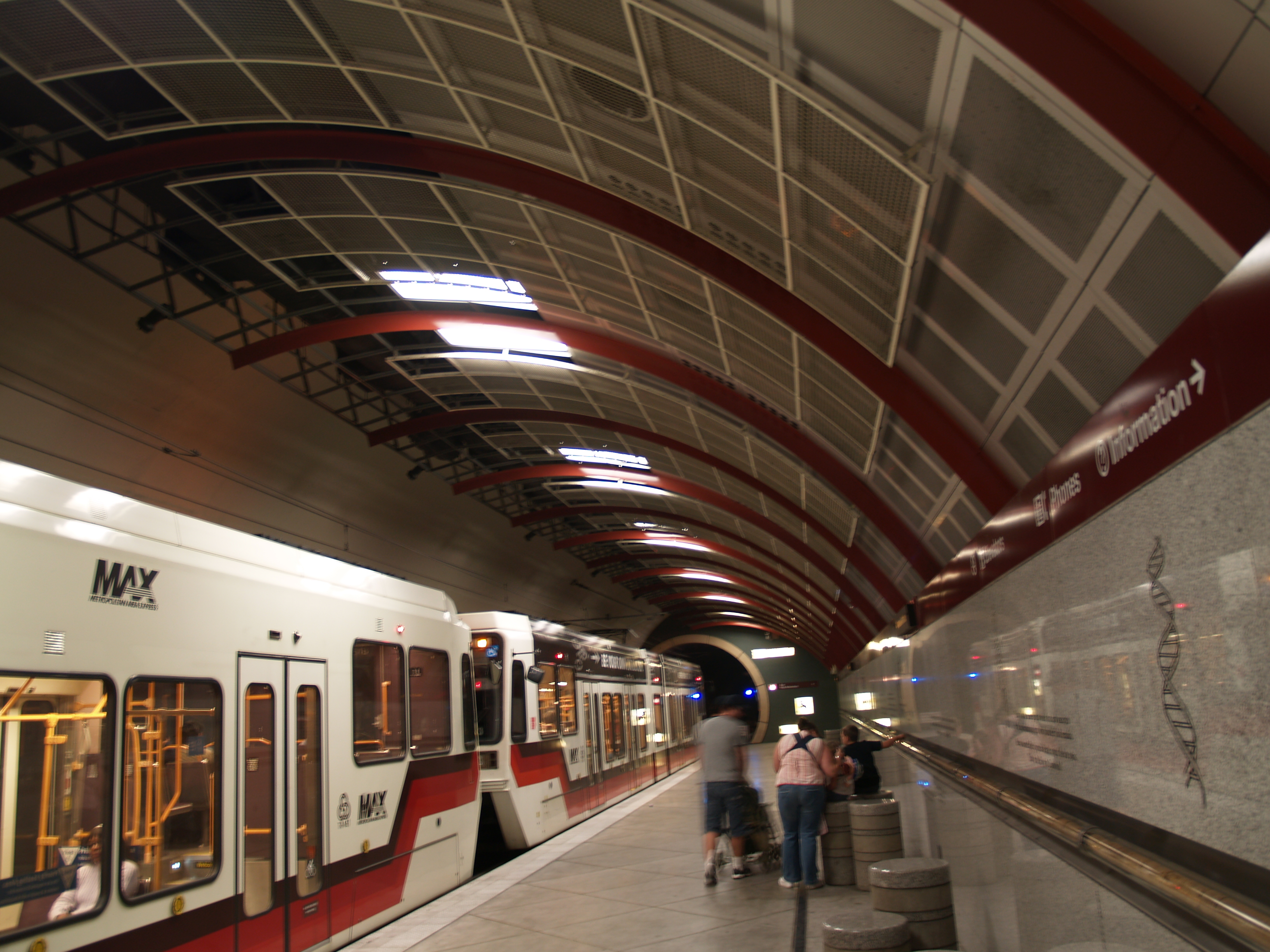
Подземная станция Орегонский Зоопарк системы общественного транспорта MAX Light Rail
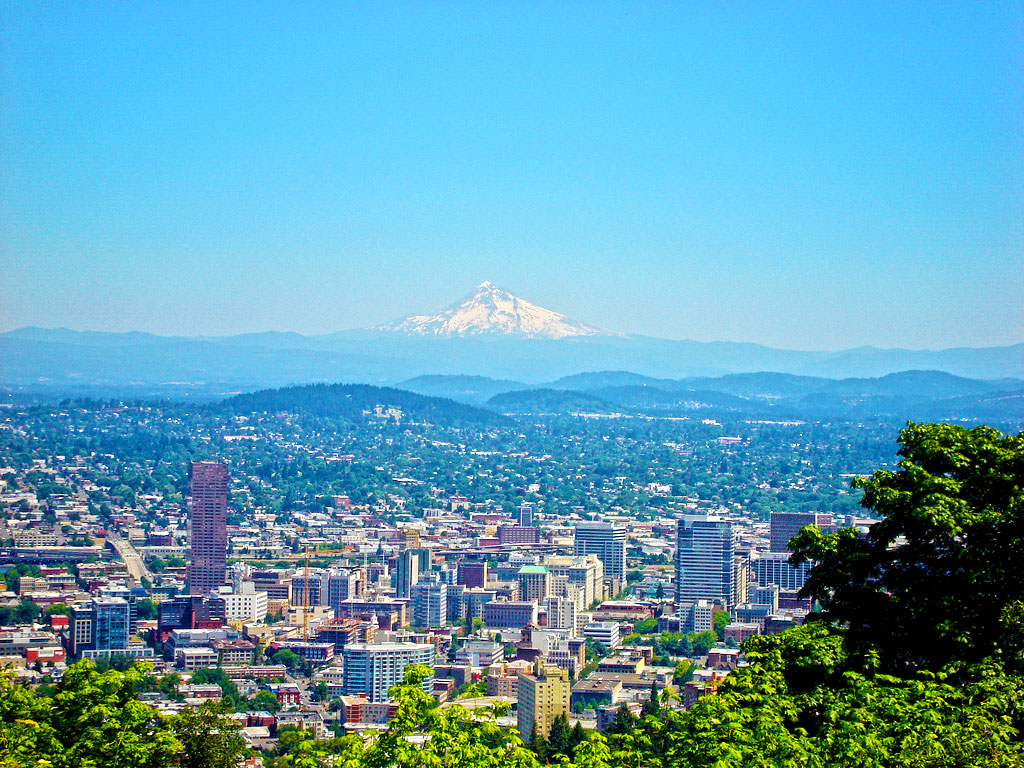
Вид на центральную часть Портленда, на заднем плане — гора Маунт-Худ